# Sommerpelz (Mode)

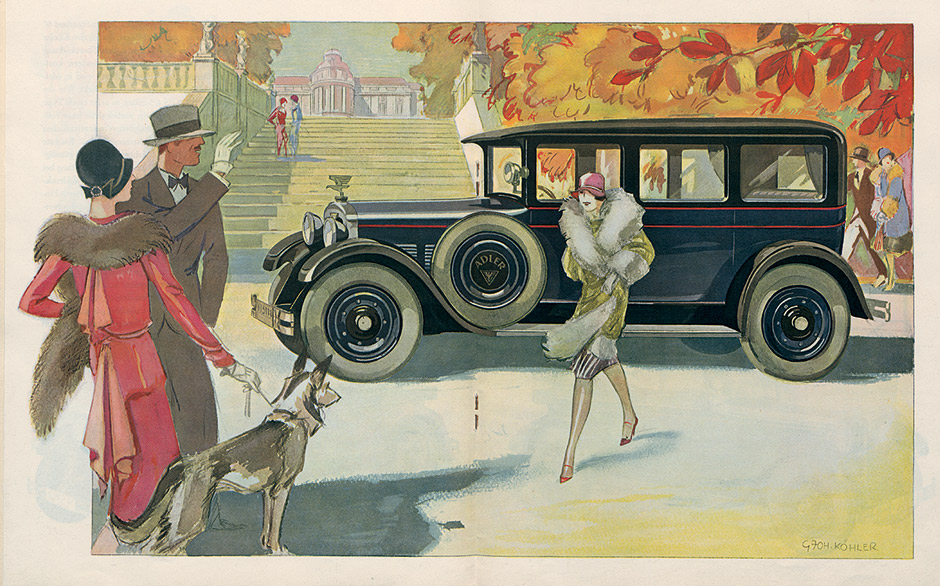
Um 1930

Als Sommerpelz wird in der Mode die im Sommer zu tragende Bekleidung aus Fell bezeichnet. Zeitweise bildete der Sommerpelz einen erheblichen Umsatzanteil der Pelzbranche in der sogenannten „ruhigen“, „stillen“ oder „toten Zeit“. In der Zoologie wird unter einem Sommerpelz oder Sommerfell dagegen das nach einem Fellwechsel im Frühjahr meist weniger dichte Fell der pelztragenden Tiere verstanden.
Daneben bestehen regionale, zumeist den Trachten zuzuordnende Pelze, die ganzjährig getragen werden, wie der Sporran, die Männertasche zum schottischen Kilt oder der Rotfuchsschweif an der Mütze des Fuchsmajors mancher deutscher Studentenverbindungen.

## Hauptsächliche Sommerpelzarten, Kleidungsstücke und Accessoires
Für sommerliche Pelzbekleidung eignen sich naturgemäß besonders leichte und kurzhaarige Fellsorten. Daneben werden aber auch langhaarige Felle, bevorzugt als kleine Fellschals, Kragen und Verbrämungen, in hellen Farben, in großem Umfang im Sommer getragen, zumeist aus Fuchsfell. In der Haute Couture wurde die Abendkleidung zeitweise vor allem von den wertvollsten Pelzarten dominiert, „sogar im Sommer“.
In der ersten Welle der Sommerpelze zum Anfang des 20. Jahrhunderts waren die für Luxuswaren üblichen Pelze sowie Pekanfelle und Wallabyfelle durch Einkauf der „russischen Pelzaristokraten“ so überteuert, dass sie für die deutsche Sommerkürschnerei nicht in Betracht kamen. Man wandte sich stattdessen anderem, für den Sommer geeignetem Pelzwerk zu. „Infolge der künstlerischen Verarbeitung“ verkauften sich veredeltes Kanin, Marder und Maulwurf gut. Eine plötzlich auftretende Vorliebe für gemusterte Pelze und Intarsieneffekte belebte den Umsatz der weißgegabelten Skunksfelle, von Zibetkatzenfellen, Leoparden [Leopard-Katzen?] und vor allem „entzückendem Hermelinseal oder Weißfuchs-Luchsarrangements“.

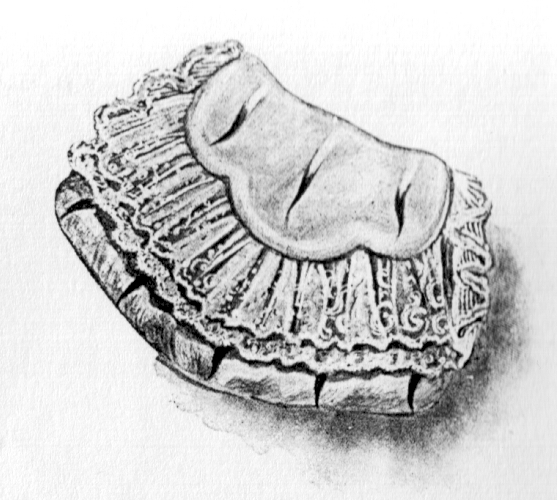
Flacher Sommermuff aus Hermelin und Tüll, bereits im Jahr 1907 (Otto Buchheim, Langensalza)

Über die verschiedenen Pelzaccessoires hieß es im Jahr 1914:

„Prüft man die einzelnen Kürschnerkunstwerke an den Besitzerinnen selbst, so wird eigentlich alles nur Erdenkliche in Schnitt, Umfang, Farbe und Verarbeitung getragen. Häubchen, Schulterkragen, Pelzkrawatten, Besätze und kokette Nerzstreifchen zur Betonung der Frontlinie liessen sich sehen und weckten Begeisterung. Offenbarer Zurückhaltung begegnete dagegen zuerst der nun endlich auch erfundene Sommermuff. Als dieses scheinbare Unding aber seine komfortable Inneneinrichtung offenbarte, verdrängte es innerhalb weniger Tage alle die Anhängertaschen, die selten praktisch sind und noch weniger oft gut aussehen. Tüllstickerei leiht dem duftigen, hellen, ganz flachen Gebilde den Körper. Streifen aus Hermelin von blendender Weisse oder Silberfuchs, auch Kolinsky und deutscher Iltis, machen ihn überhaupt erst zum Kürschnerkunstwerk.“

Auch in der zweiten Epoche der Sommerpelze ab 1916 waren Fellarten, die bisher nur wenig oder keine Beachtung gefunden hatten, auf einmal besonders gefragt. Bei den kleinen und damit vor allem leichten, dünnledrigen und kurzhaarigen Fellen waren das unter anderem die Felle der als landwirtschaftliche Schädlinge verfolgten Burunduki, des Maulwurfs und des Peschaniki. Im Jahr 1927 schor und färbte man Gazellenfelle für Sommerpelze auf Modefarben ein, Felle, mit denen man bis dahin wegen der geringen Haltbarkeit nur Ärger gehabt hatte. Wohl in der berechtigten Ansicht, dass sie nicht so strapaziert würden wie Winterpelz. Auch das gleich empfindliche lilabraune Antilopenfell, in Paris zu Mänteln verarbeitet, fand jetzt Beachtung. Dem Berliner Journalisten Adolf Stein fielen, ebenfalls 1916, bei einem Modentee im großen alten Garten der Ressource in der Oranienburger Straße unter den „köstlichen leichten Sommerpelzen“ vor allem solche aus „blondem“ Maulwurf auf, sowie „königliches“ Hermelin, und als Ersatz weißes China-Kanin, Zobel, Zickel, Breitschwanz, Gazelle und Fuchs, darunter viel Gefärbtes und Geschorenes.
Zum Ende des 20. Jahrhunderts kamen als Neuheit Pelze aus geflochtenen dünnen Fellstreifchen in Mode. Teils nur als loses Fellgitter, eignen sie sich in ganz besonderem Maß als sommerliches Accessoire. Schals, Capes, Westen und Ponchos waren seitdem zumindest im Frühjahr und Herbst in den Städten in größerer Zahl zu sehen. Die fast sämtlich in Asien hergestellten Teile sind überwiegend aus Kaninfell gearbeitet, recht häufig auch aus Nerzfell.

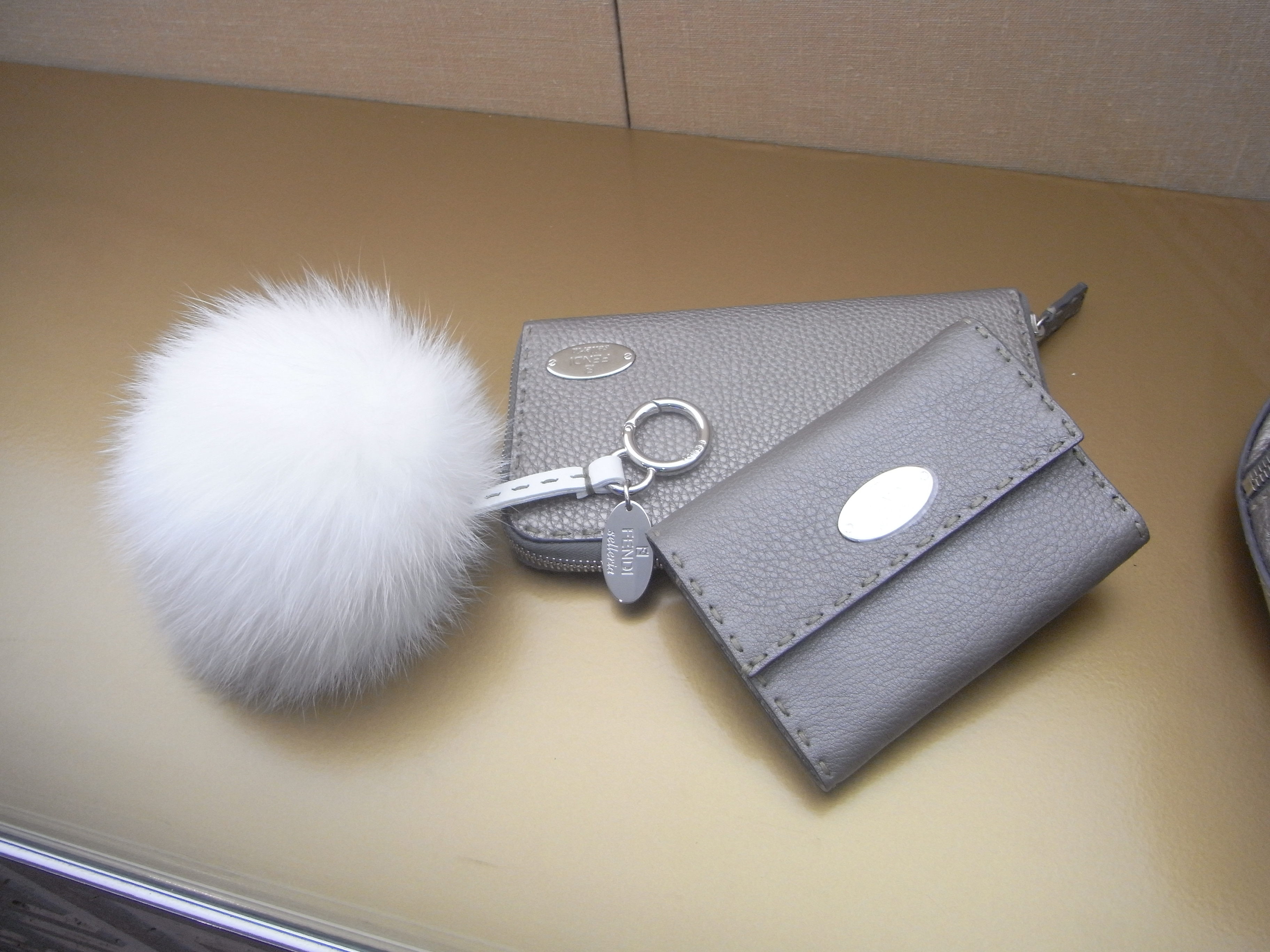
Nerz-Taschen-/Schlüsselanhänger (Fendi 2010)
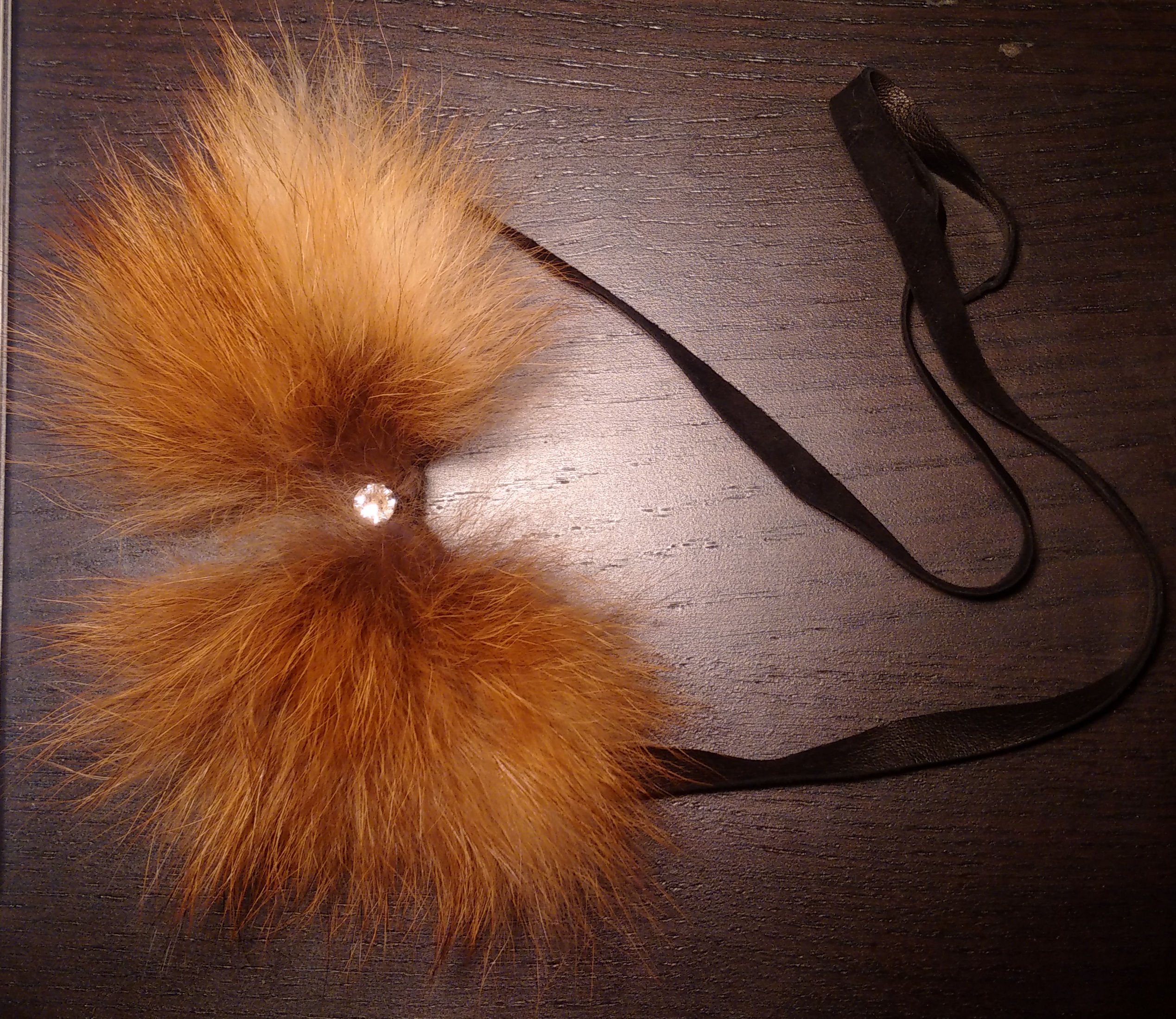
Rotfuchsschleife (2016)
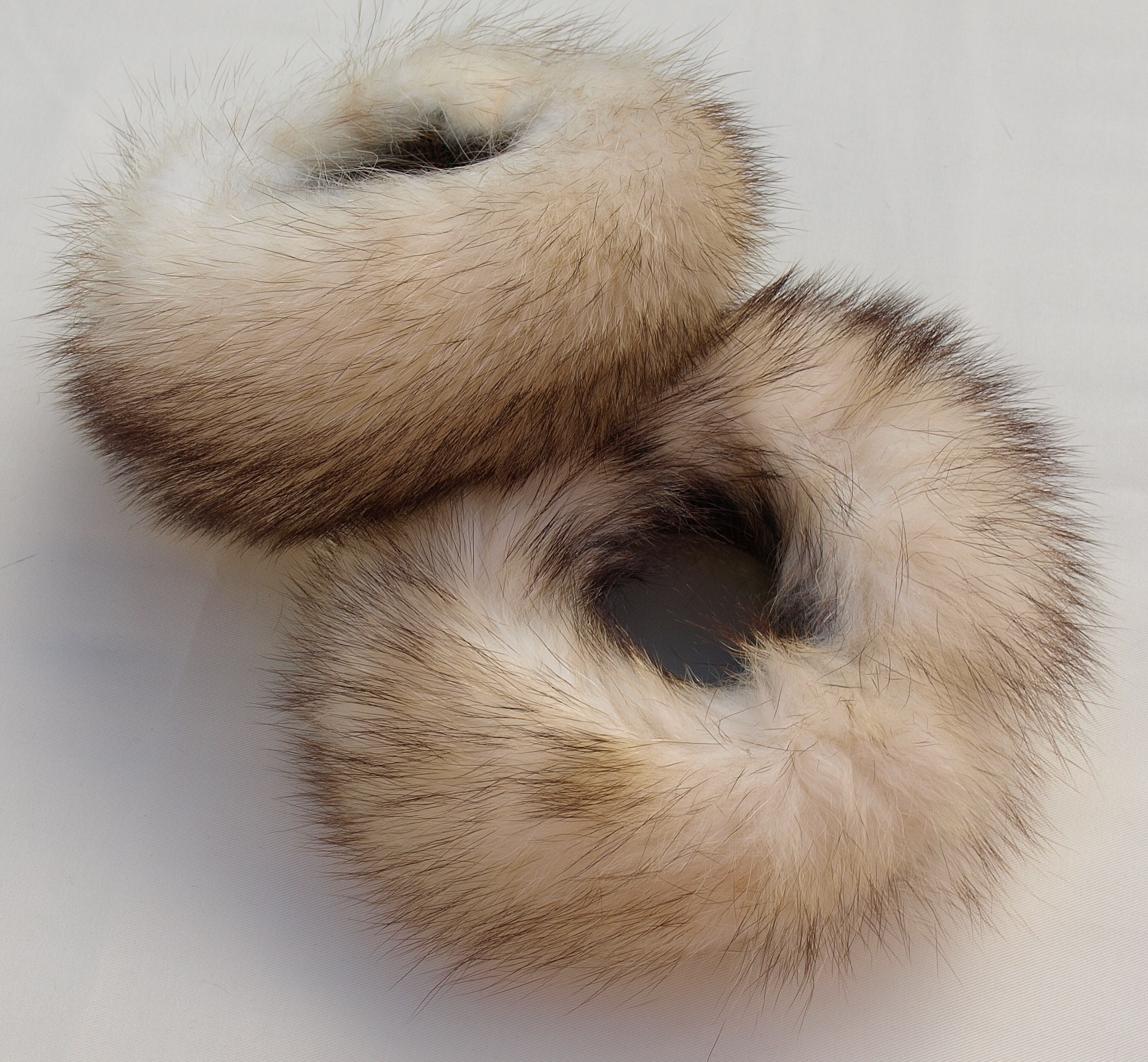
Iltisbündchen (Pulswärmer) (2010)
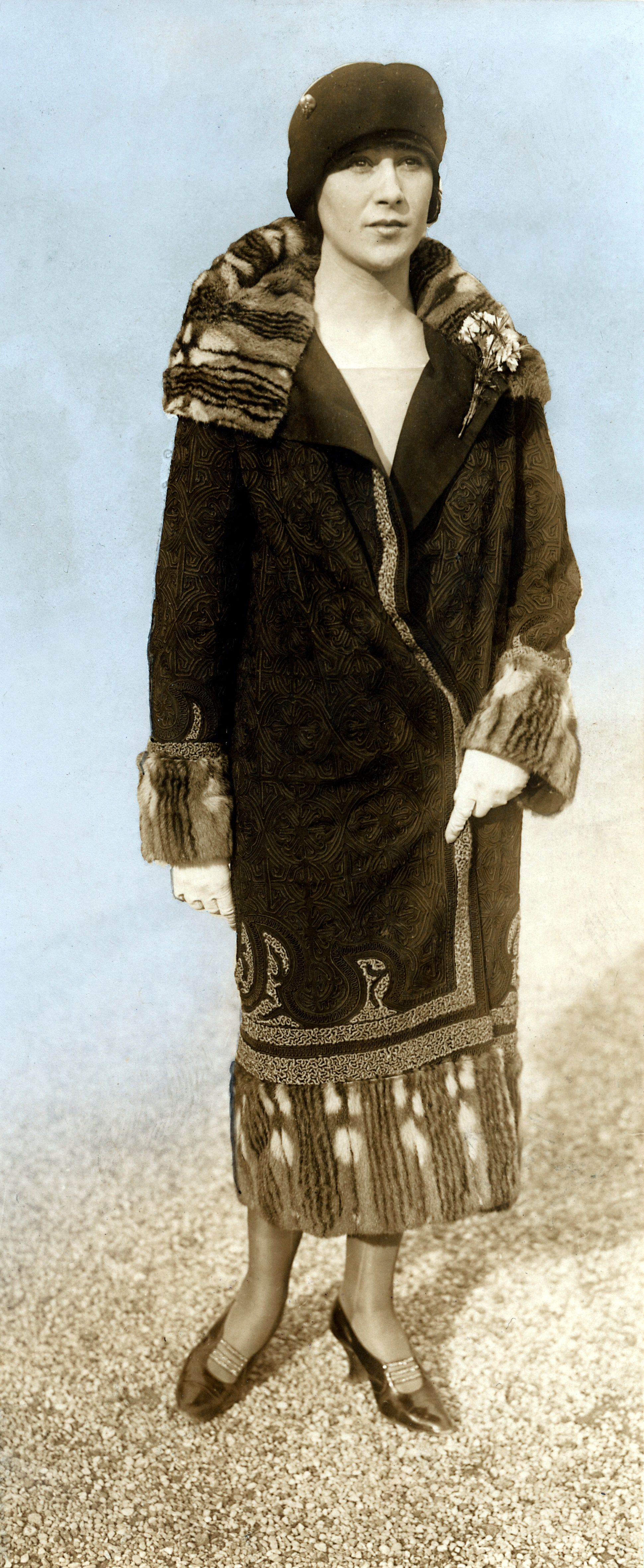
„Frühjahrsmode“, Stoffmantel mit Hamster (Paris, 1924)
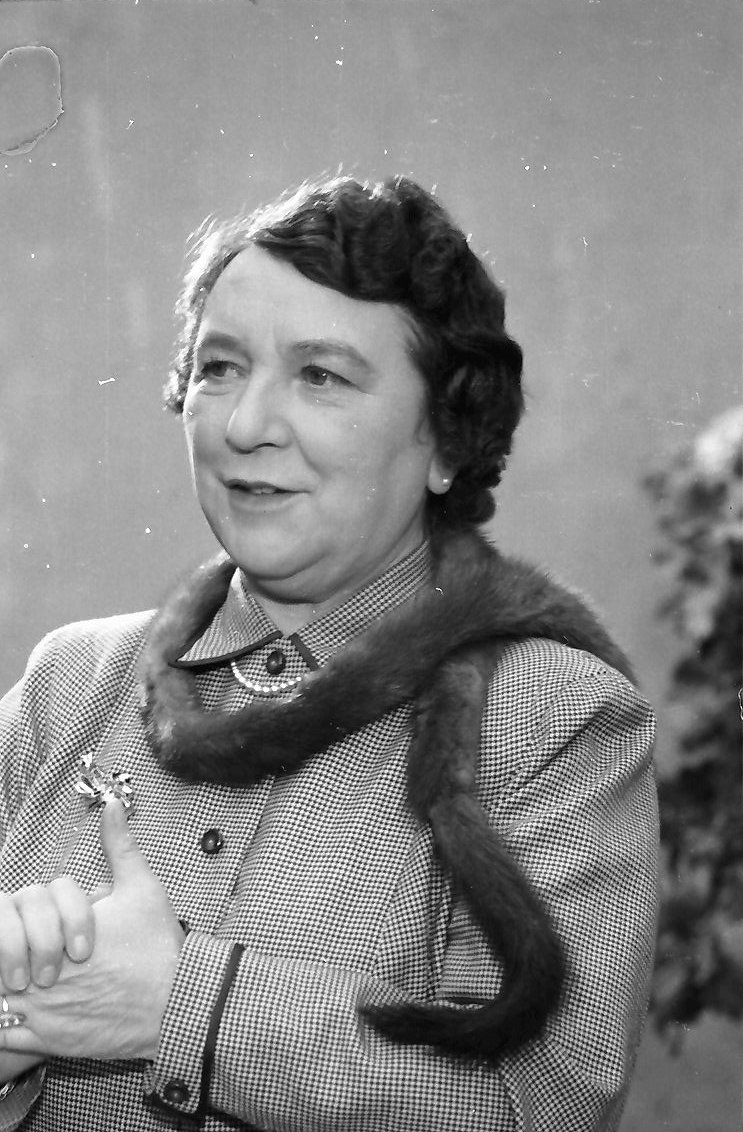
Nerzboa, Liesl Karlstadt (1955)
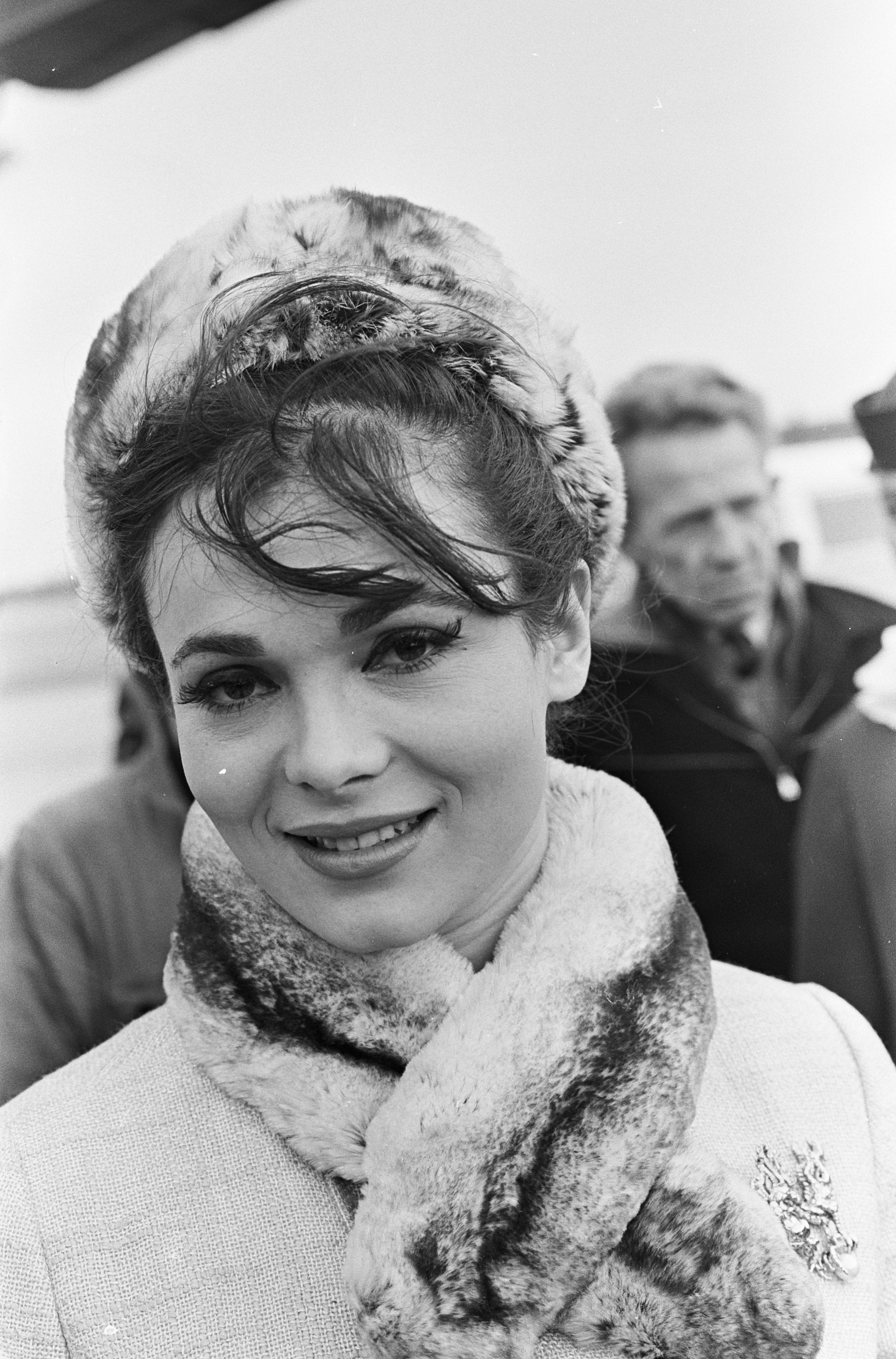
Chinchillaschal und ‑kappe, Gila Golan (1966)
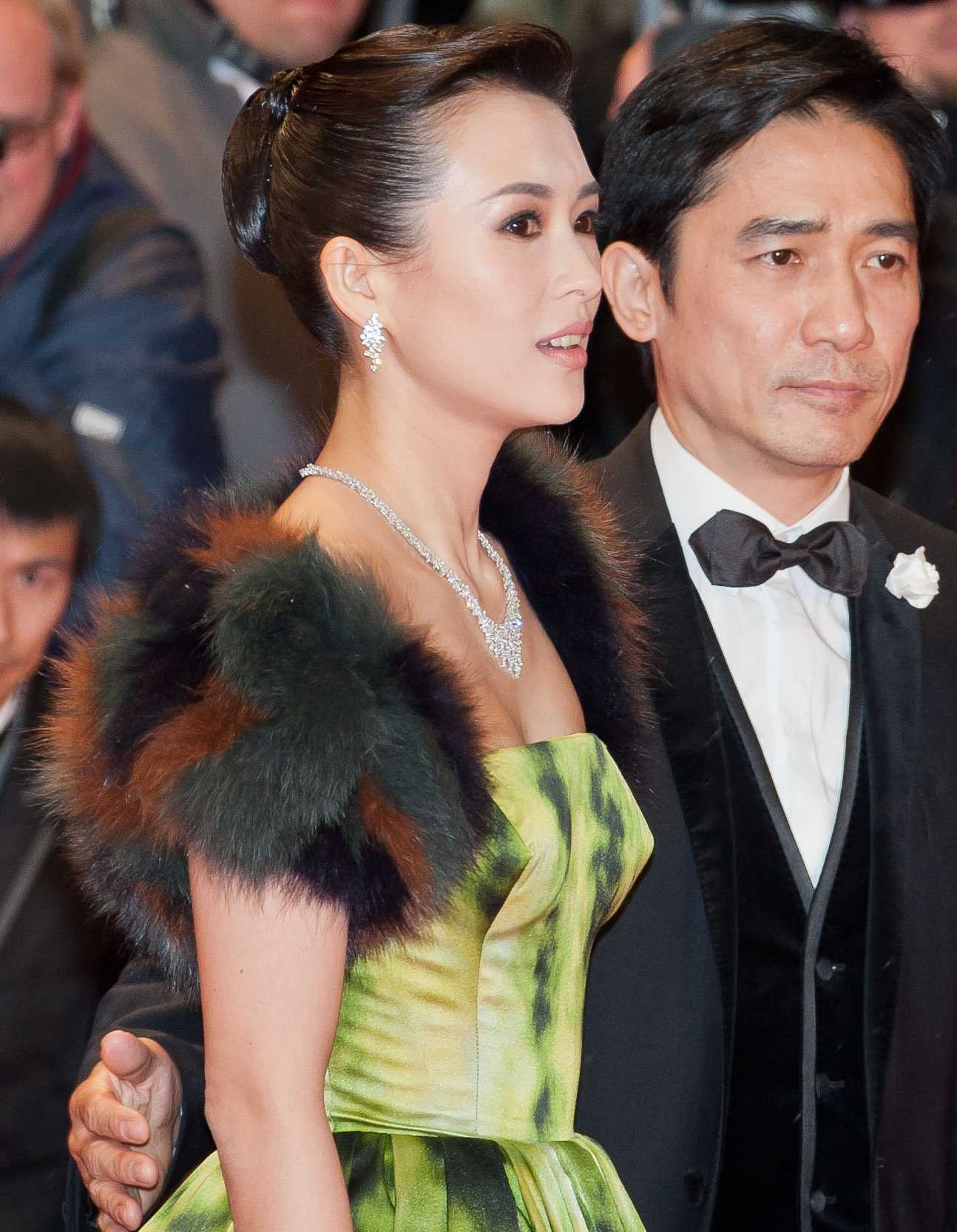
Kleines Fuchscape, Zhang Ziyi (2013)
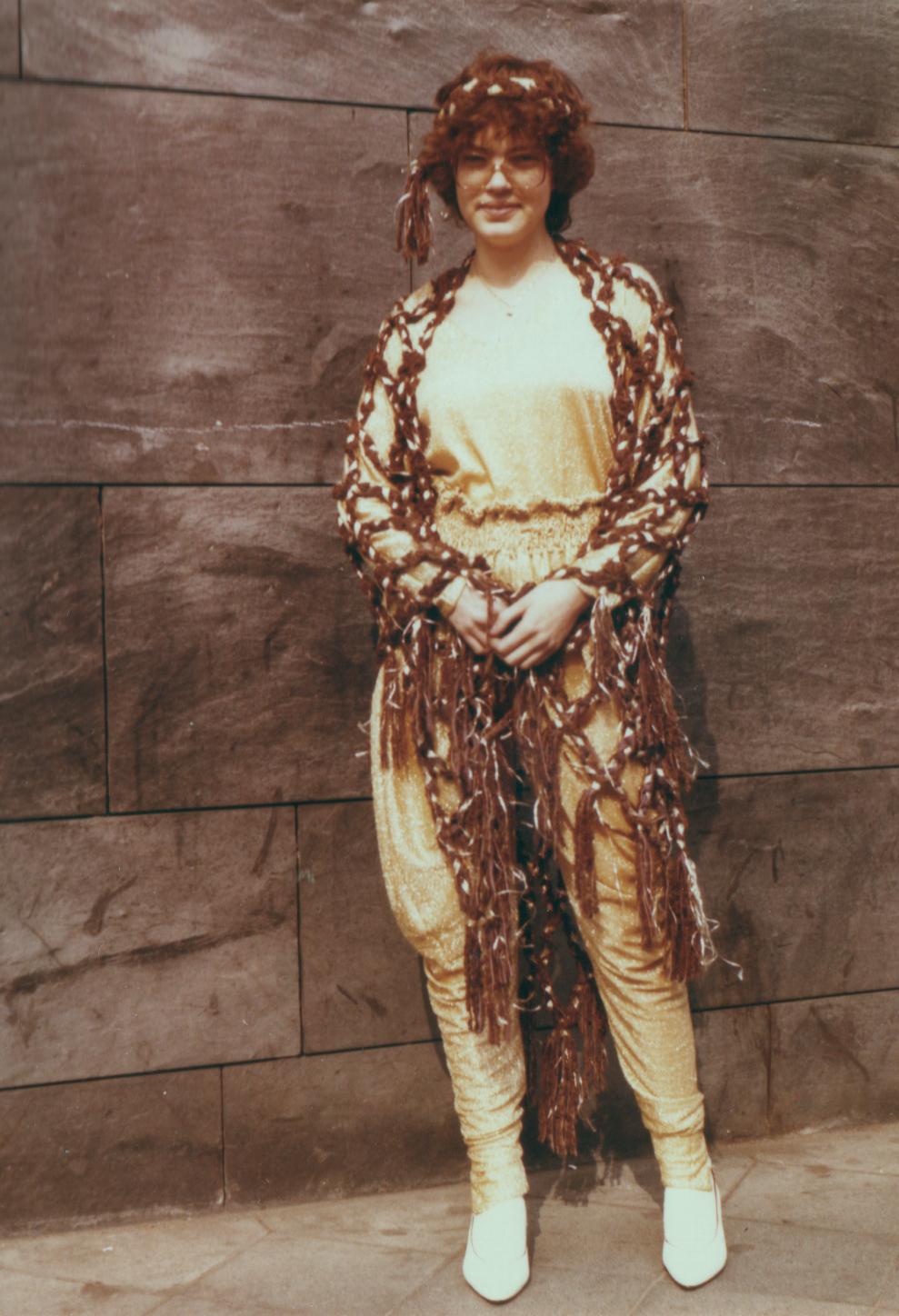
Geflochtenes Karakultuch und ‑Stirnband (1982)
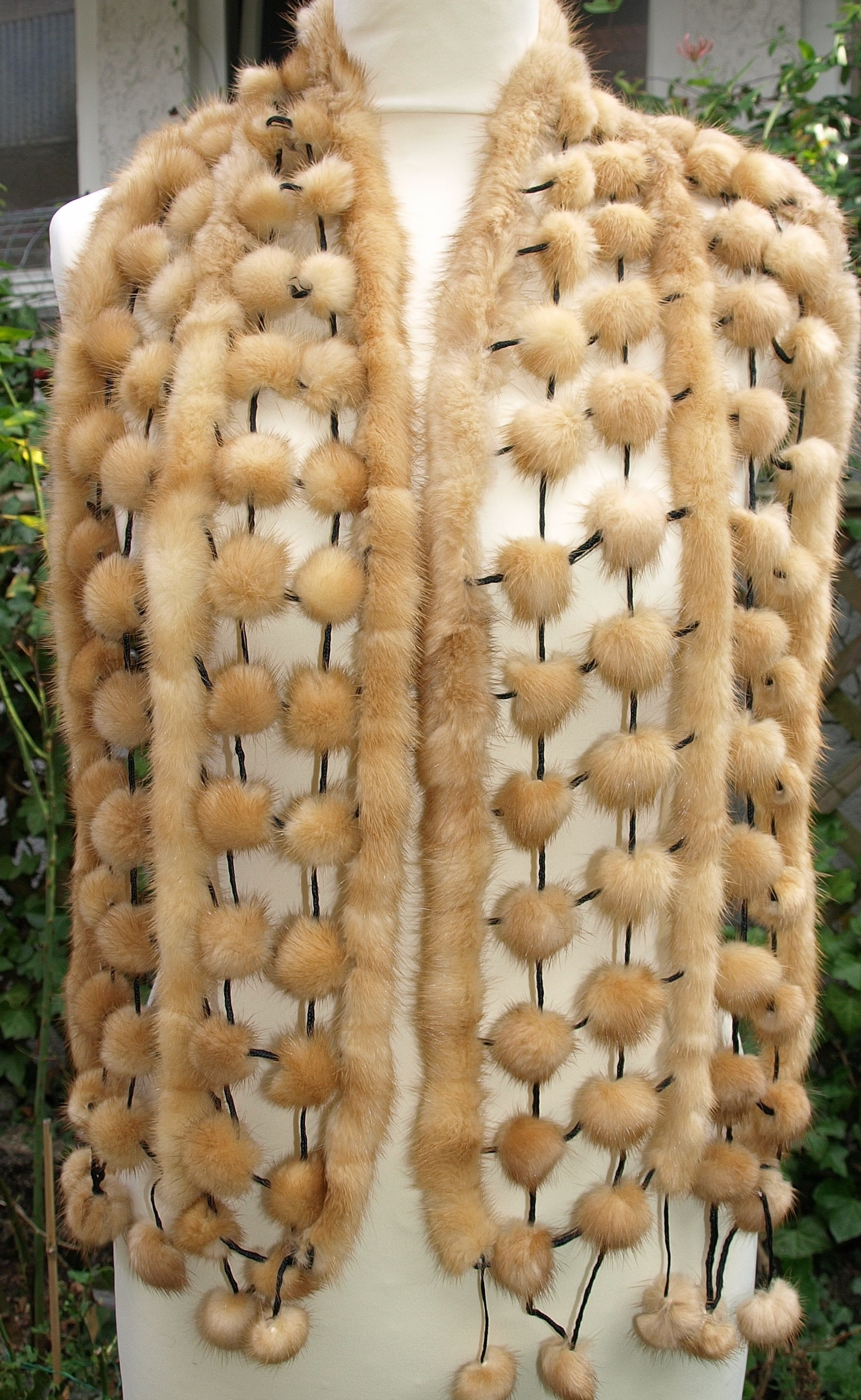
Schal, Nerz und Textilfaden (2000)
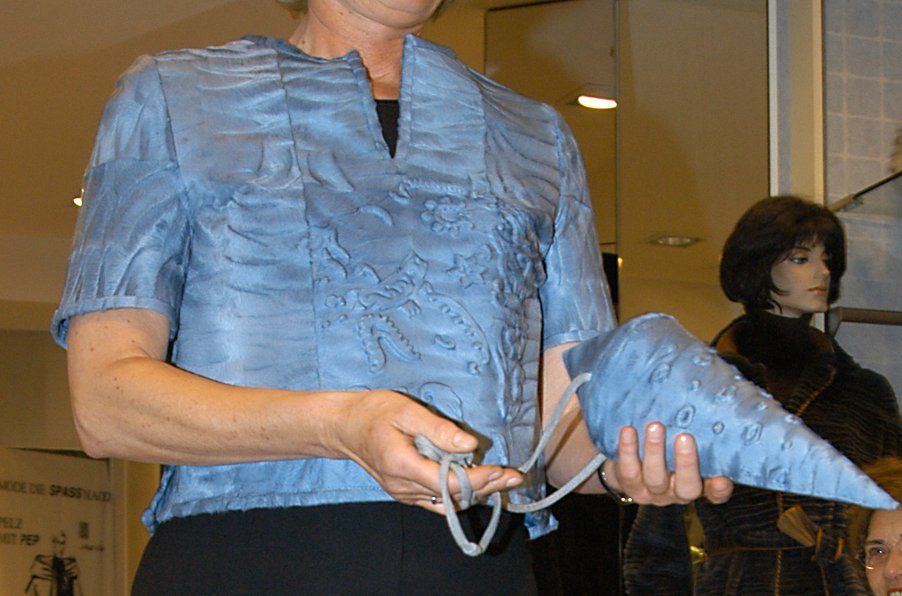
Indisch Breitschwanz-Top und -Tasche (1999)
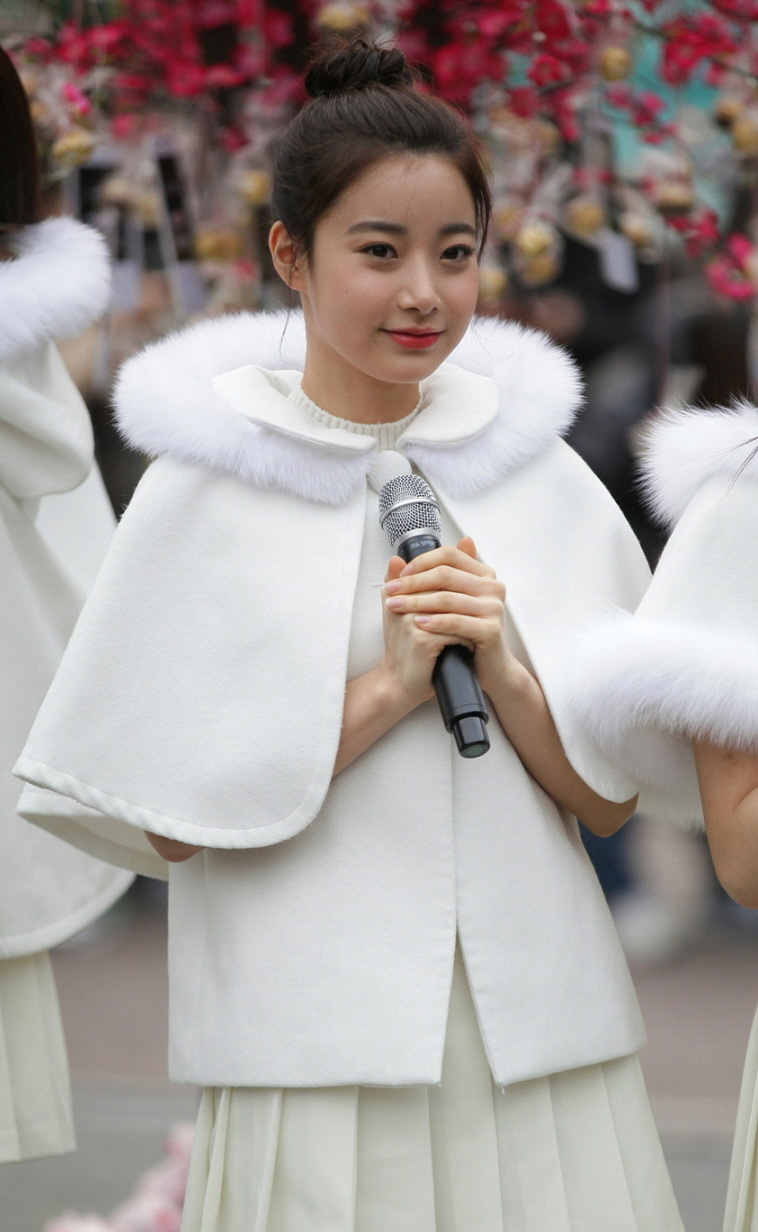
Weißfuchsverbrämungen, April Hongdae (2016)
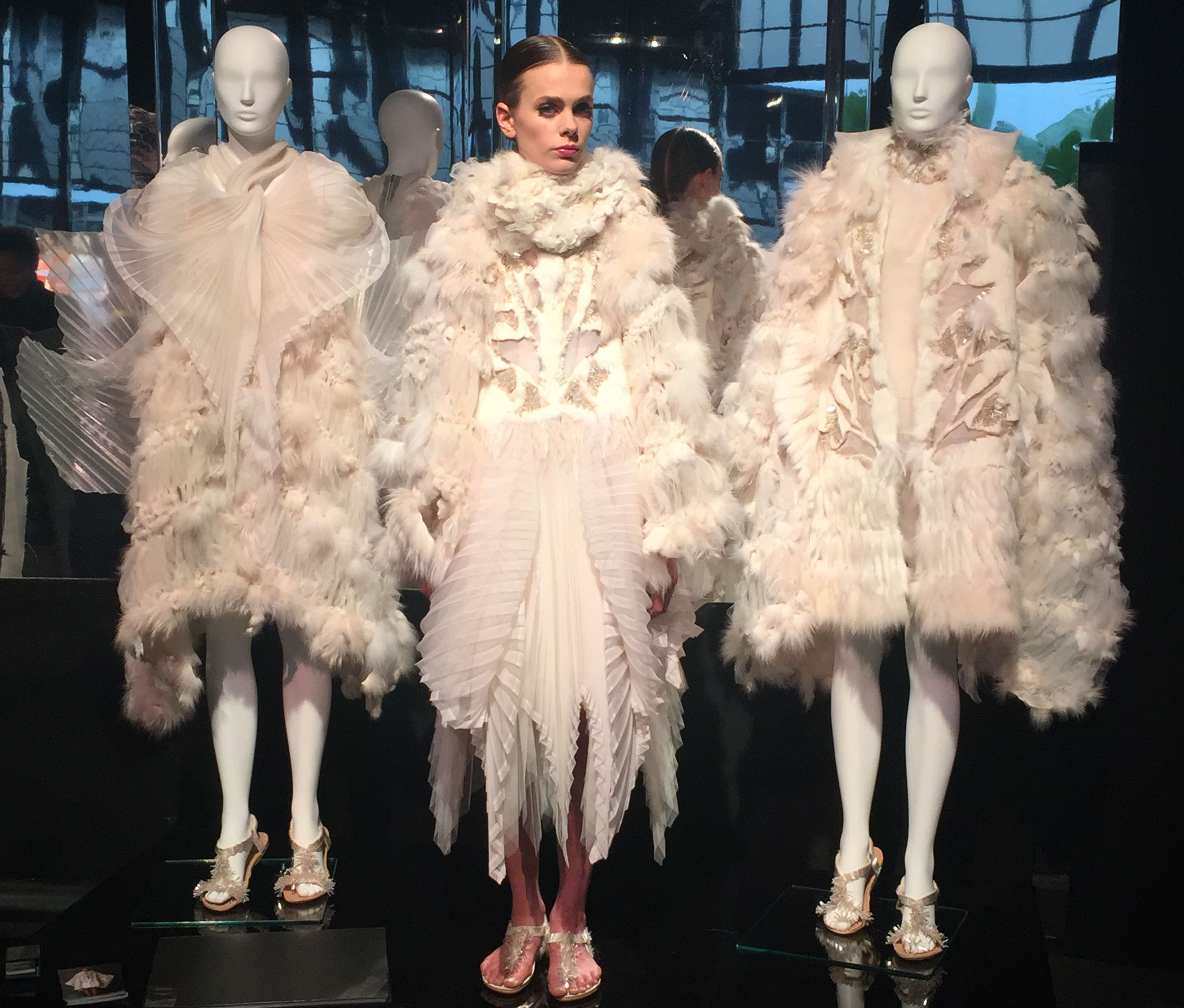
Weißfuchs und Textil (2016)
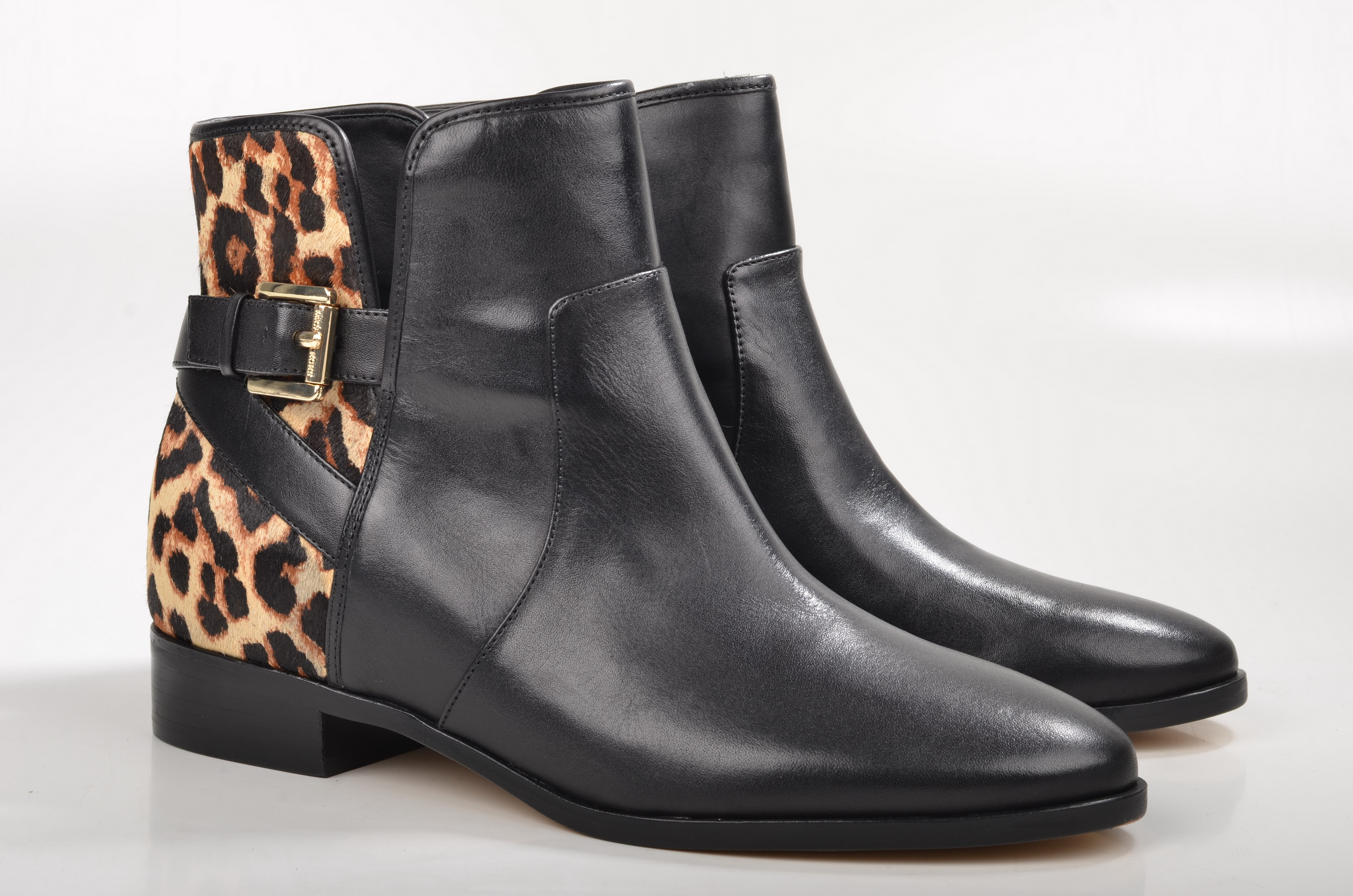
Stiefeletten (Michael Kors, 2014)

## Geschichte
Eine Nutzung des Pelzes im sommerlichen Mitteleuropa oder anderen Ländern mit ähnlichem Klima ist weitgehend unerwartet. Quintus Aninius wusste im Jahr 1336 über die sagenhaften Bewohner der Insel Thule zu berichten: „Im Winter trugen sie seidne Kleider, und im Sommer Pelze. Ihre Weisen sperrten sie in Kefige, und ihre Narren ließen sie los. Es waren erznärrische Leute, die Thulenser.“

### 1898 bis 1914, erstes Jahr des Ersten Weltkrieges
Das Tragen von neuzeitlichen Sommerpelzen blieb bisher den Frauen vorbehalten. Im Jahr 1913, noch vor dem Ersten Weltkrieg, hob der Kürschner Hans Werner aus Gera hervor, dass die „nicht minder rasche als erfolgreiche Einführung des Sommerpelzes in Deutschland den eleganten Französinnen zu verdanken ist, die an unserer Nordsee die Hochsaison verbringen. Pariser Kürschnerkunst in der Verarbeitung des Sommerrauchwerkes und die sprichwörtliche Meisterschaft toillettenkundiger Töchter der französischen Hauptstadt der Mode – kann sich der Pelzmann mächtigere Alliierte wünschen?“ Seit einigen Jahren versuchten damals „einflussreiche Firmen“ den Sommerpelz mit Hilfe der Mode gegen die seit zehn Jahren üblich gewordene Juli- und Augustkälte durchzusetzen. Längst war es normal, dass in die Sommerfrische der gesamte „Pelzstaat“ mitgenommen wurde. „An der See, wie in den Bergen“ konnte „man Kürschnerkunstwerke in modernsten Modellen sehen und in neueröffneten Zweiggeschäften bedeutender Häuser der Branche kaufen“.
Pelzverbrämungen und Pelzaccessoires wurden zu allen Jahreszeiten getragen. Einen wesentlichen Anteil daran hatte seit 1918 der Pariser Modeschöpfer Paul Poiret, der sich von den Balletts des Russen Djagilew hatte inspirieren lassen. In einer englischen Publikation aus der Zeit hieß es: „Die dunkle, reichliche Fellzugabe ist bei praktisch jeder Beschreibung eines Mantels dabei, und, tatsächlich, bei jeder Bekleidung – sogar an Nachthemden und Pyjamas. […] Alles ist pelzverbrämt, von unseren Hüten und Handtaschen bis zur Lingerie. Viele der neuesten Crêpe-de-Chine-‚Untersachen‘ sind mit Pelz umrandet“. – Zu einer englischen Gartenparty im Jahr 1912 erschien Daisy, Countess of Warwick, in einem Sommerkleid, dazu trug sie einen großen Muff aus hauchdünnem Material, besetzt mit Rosen und Bändern aus Pelz.

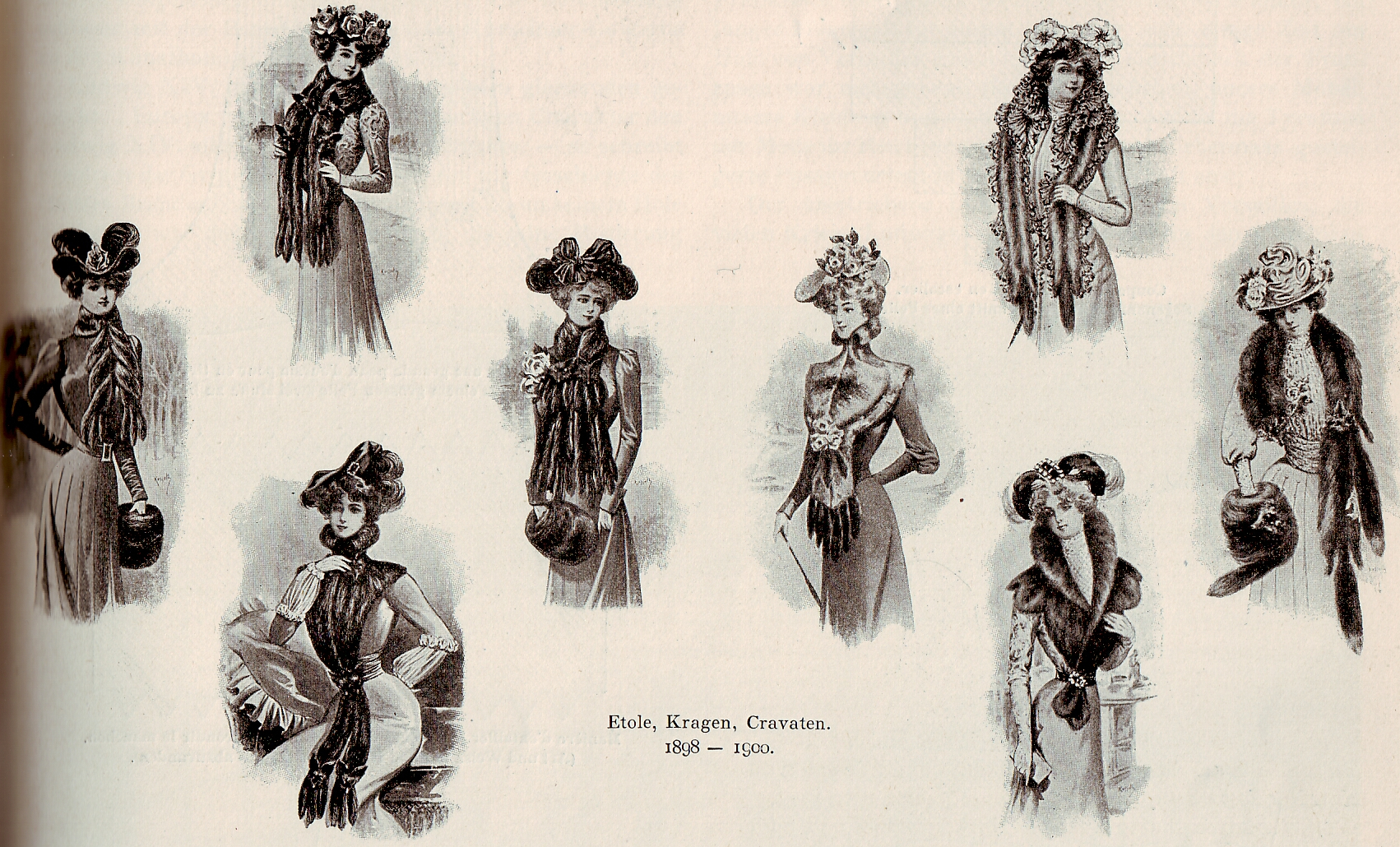
„Etole, Kragen, Cravaten 1898-1900.“
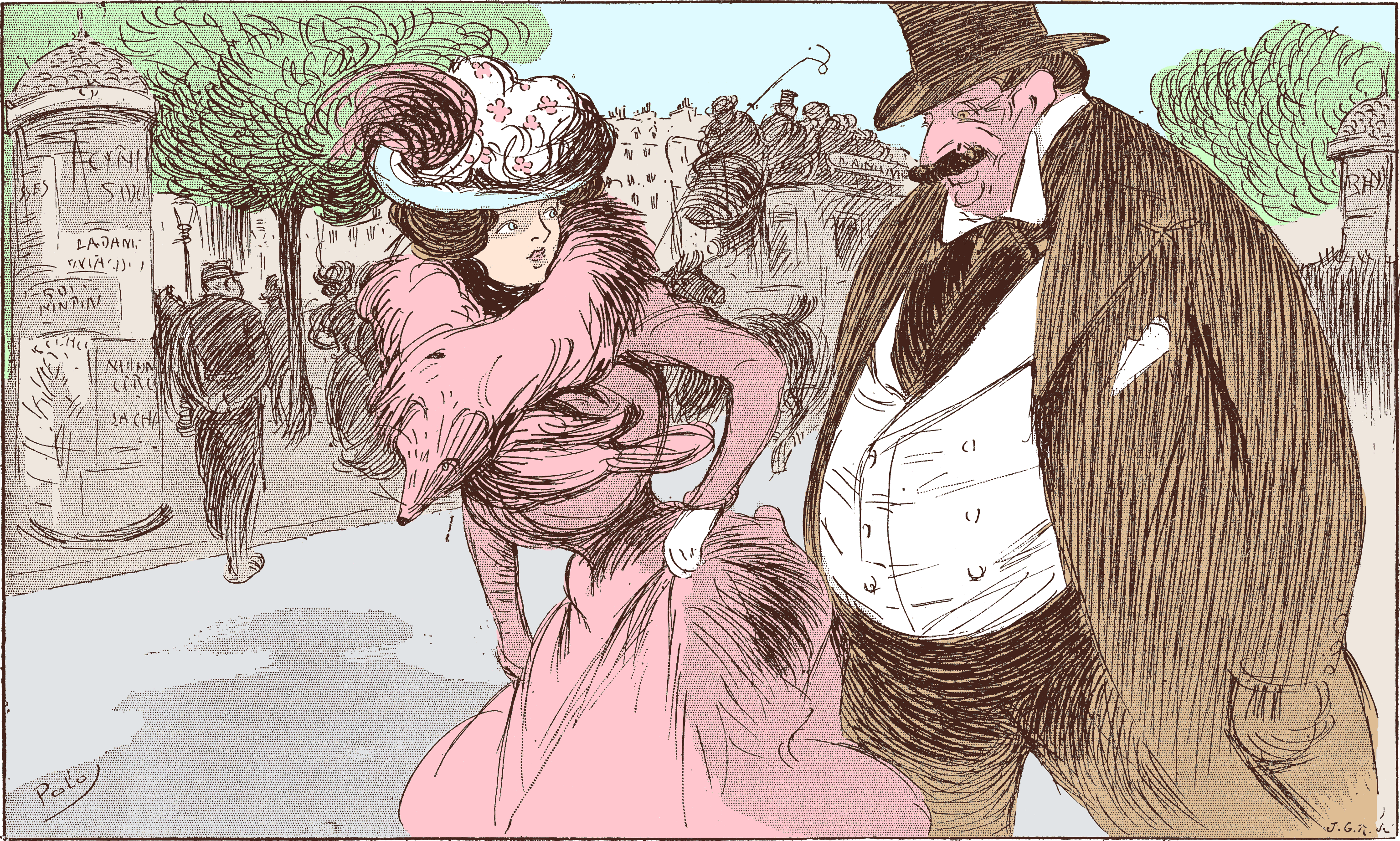
Fuchskollier (Karikatur, 1900)
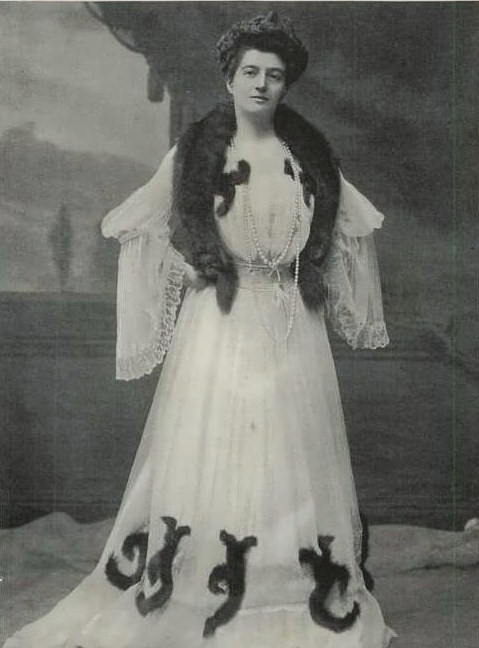
Fuchsschal und ‑Ornamente auf einem Kleid, Sofia Demidova (1901)
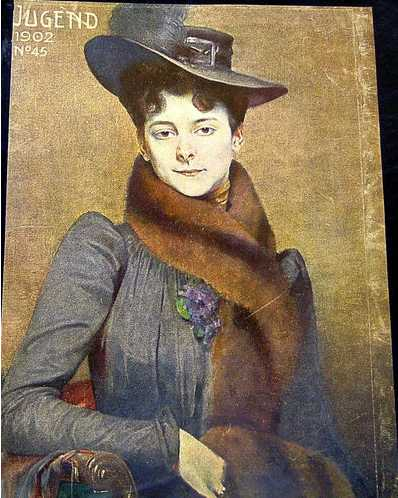
„Dame mit Pelzschal“ (Titelblatt, 1902)
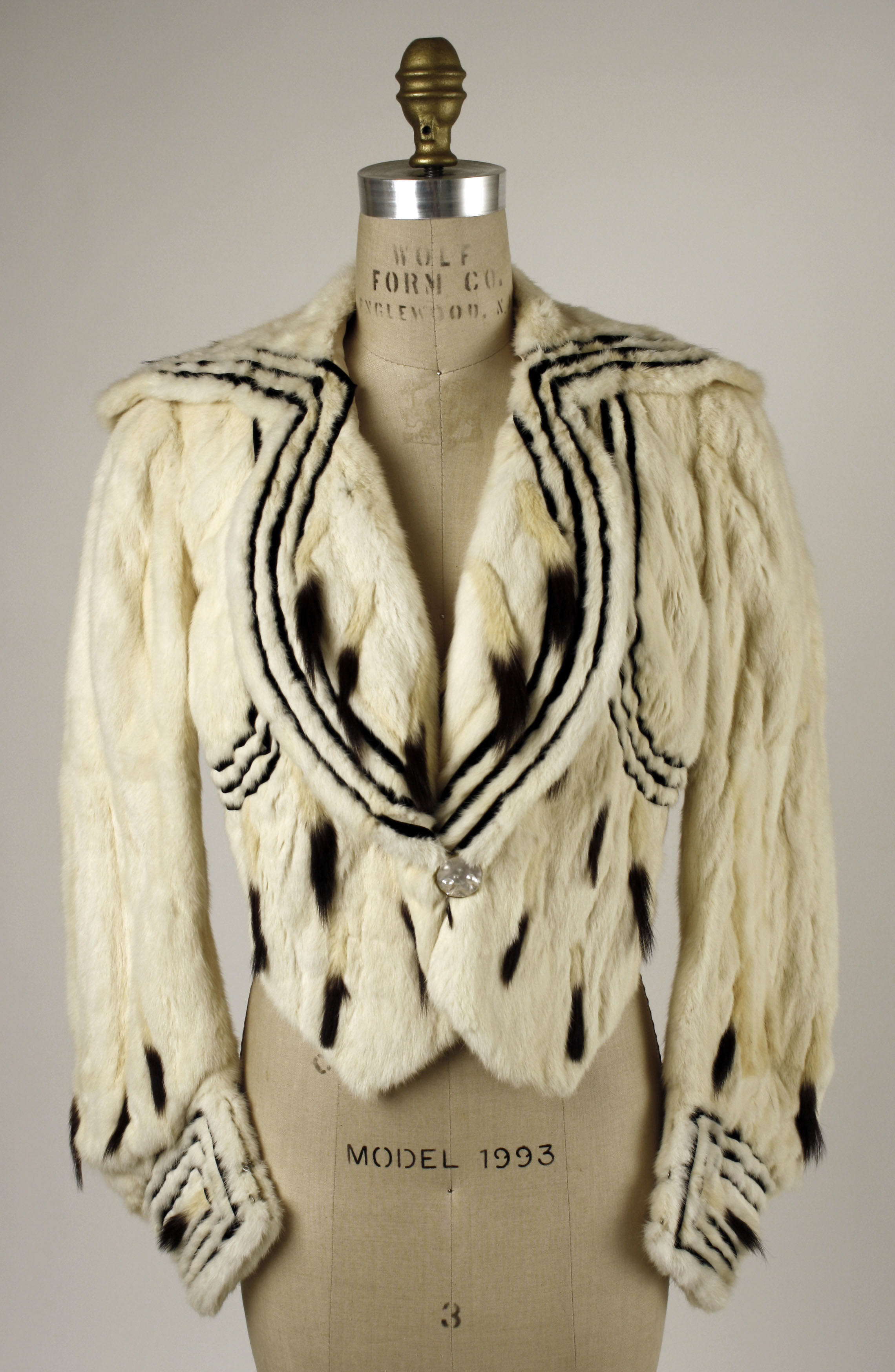
Hermelinjäckchen (Revillon Frères, 1903, Metropolitan Museum of Art)
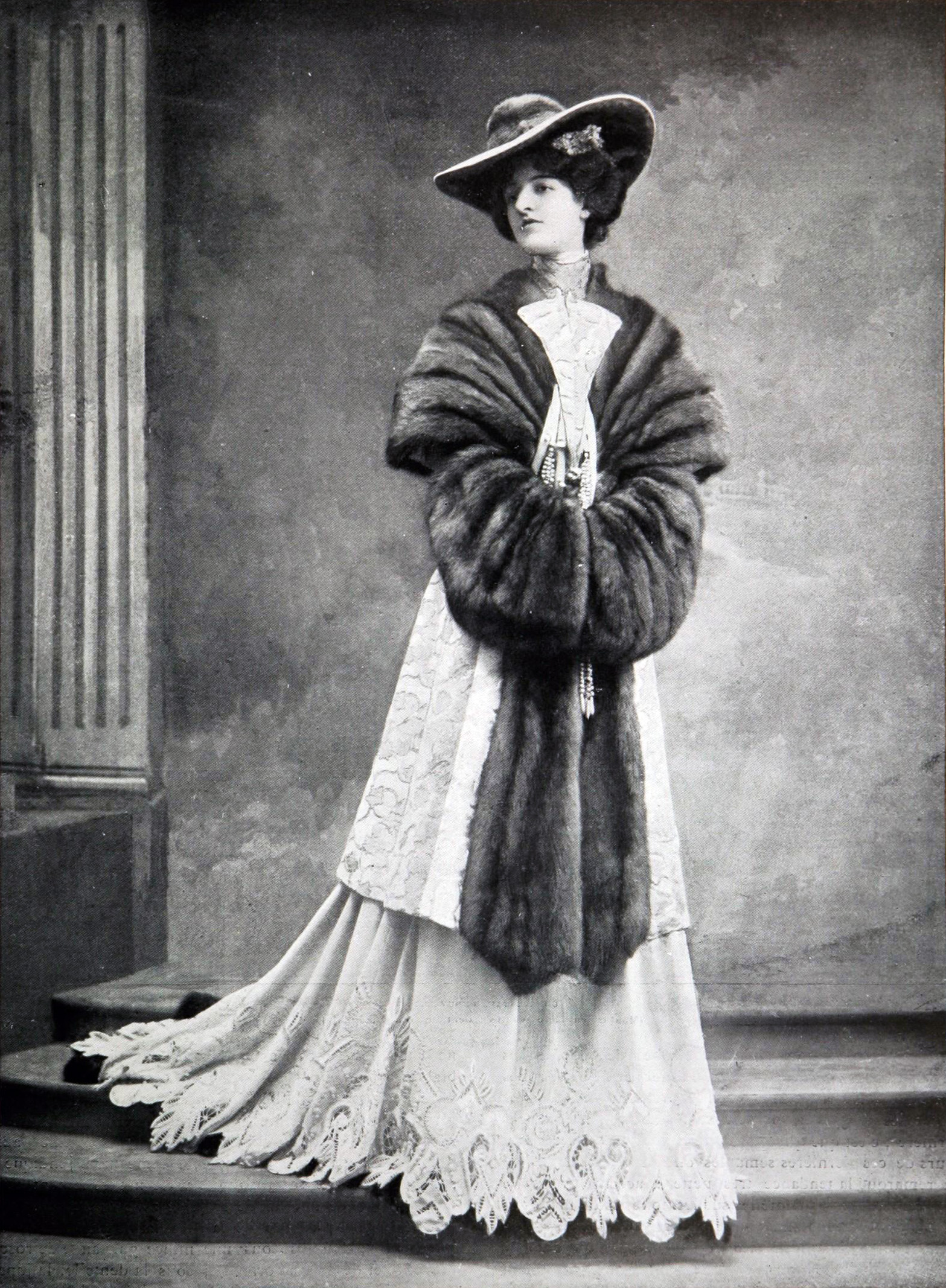
Zobelschal und ‑manschetten (Redfern, 1904)
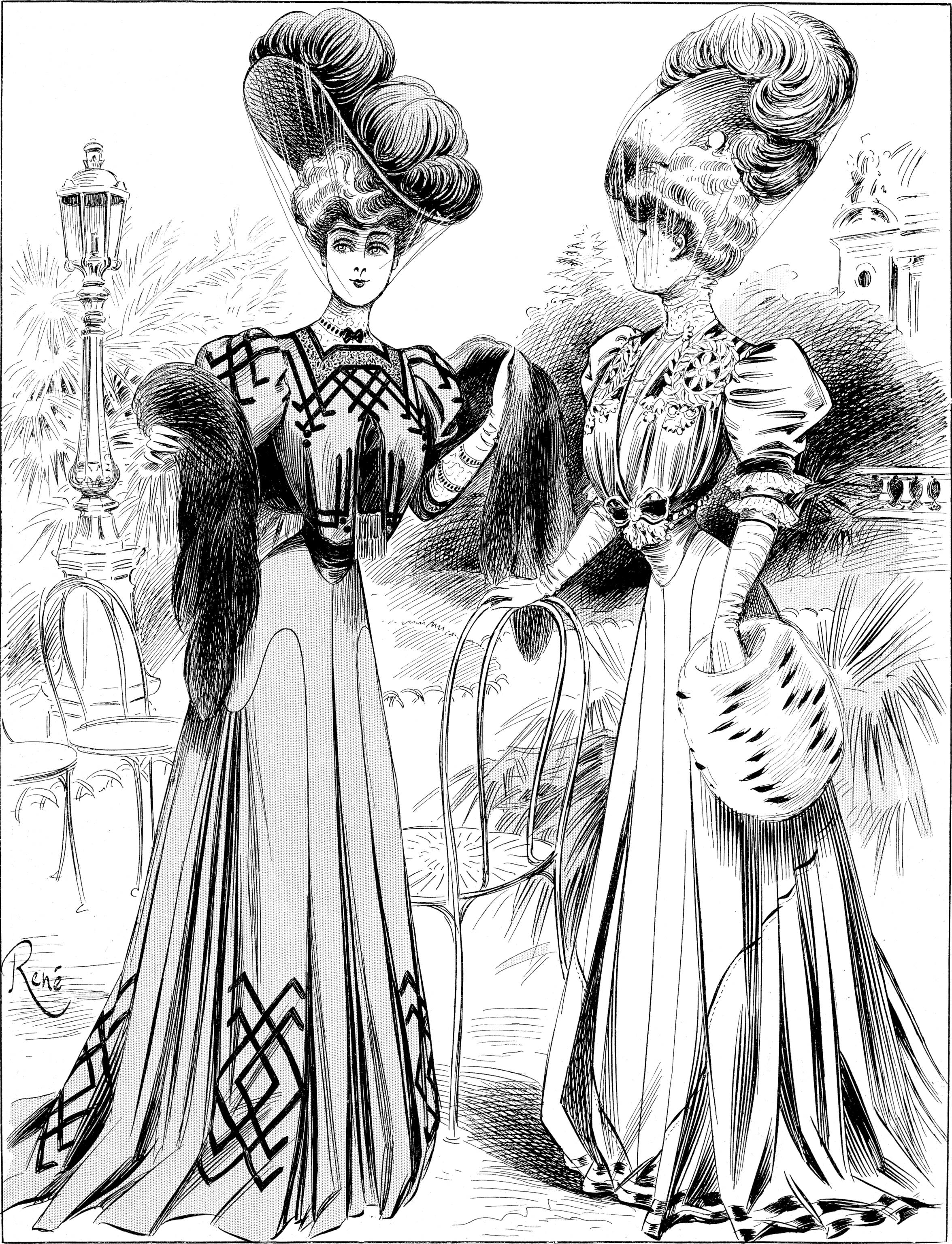
Pelzschal und Hermelinmuff (Armand & Martial, 1905)
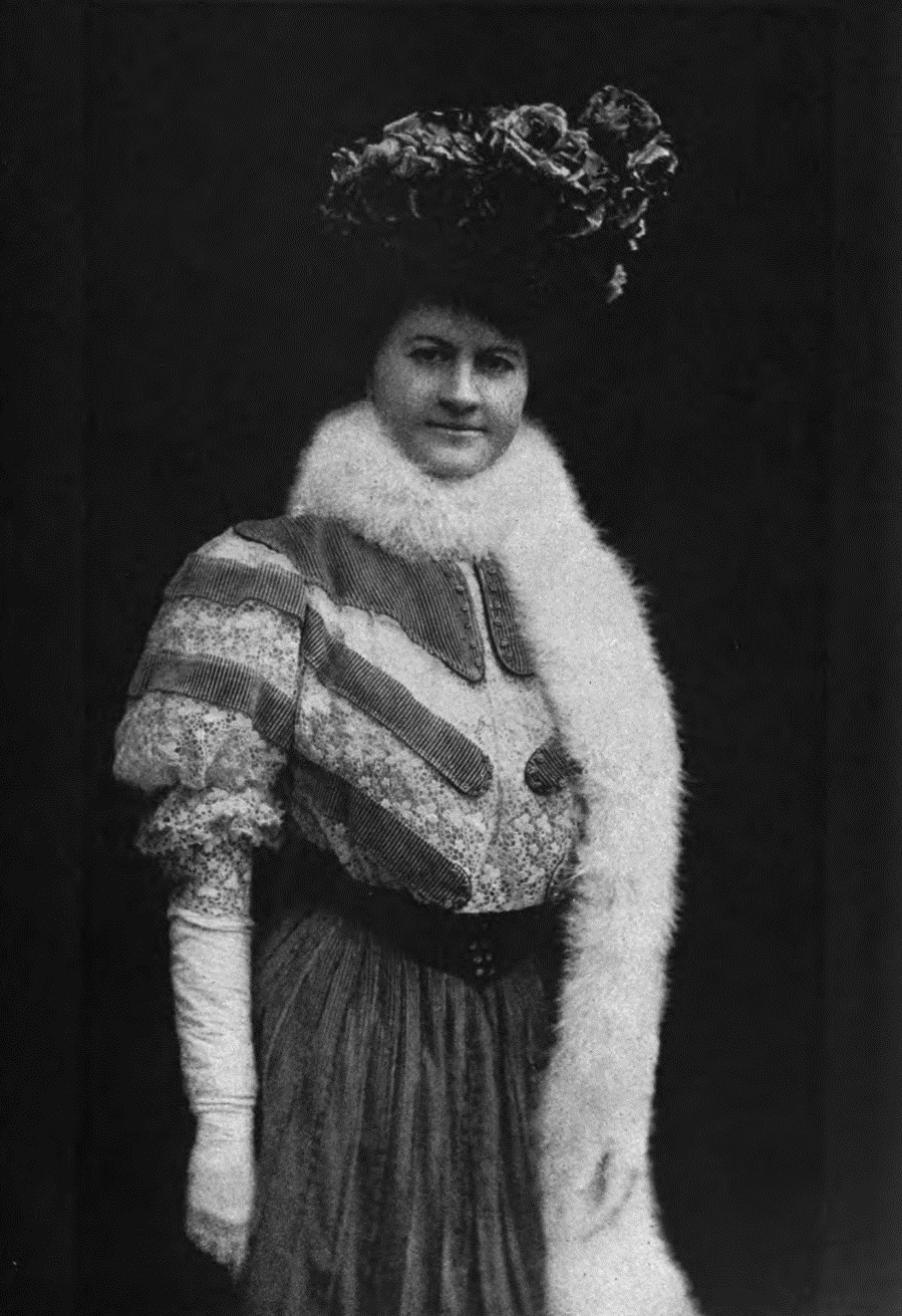
Weißfuchsboa, Ellen Glasgow (1906 oder früher)
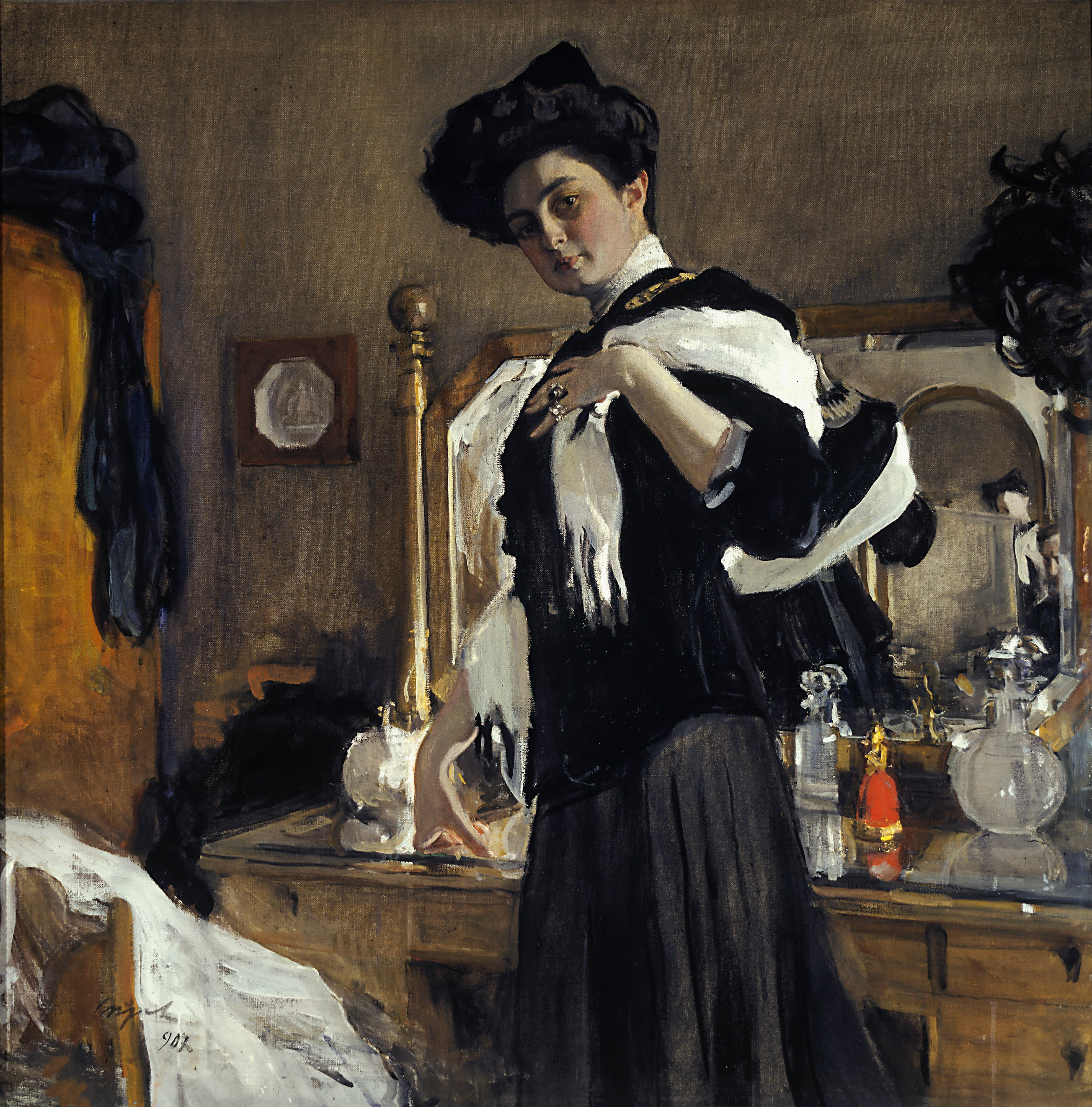
Hermelinschal, Henriette Girshman (1907)
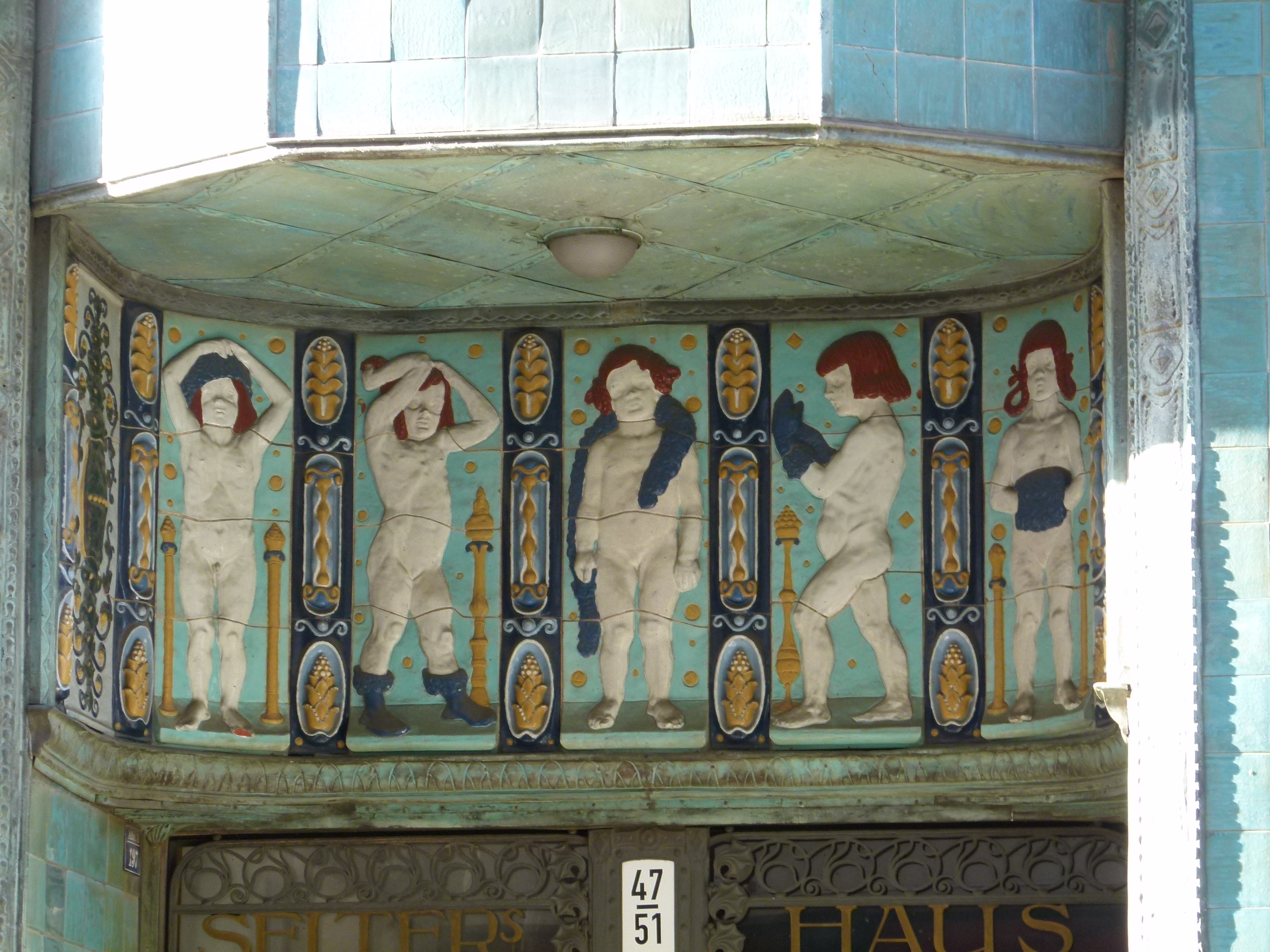
Putten mit Pelzkleinteilen, Fries am Haus eines Leipziger Pelzgroßhändlers (1908)
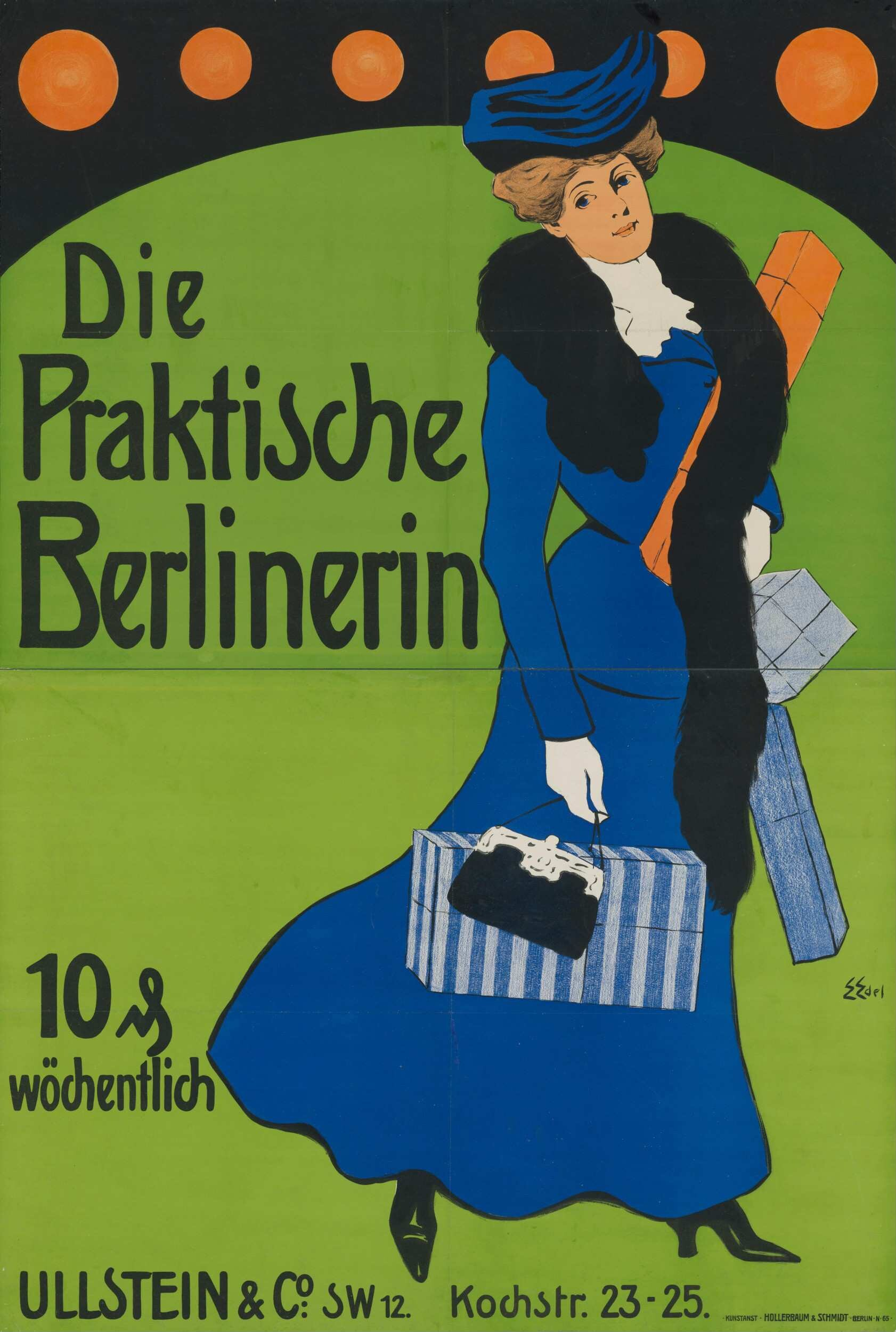
Fuchsboa, „Die praktische Berlinerin“ (1909)
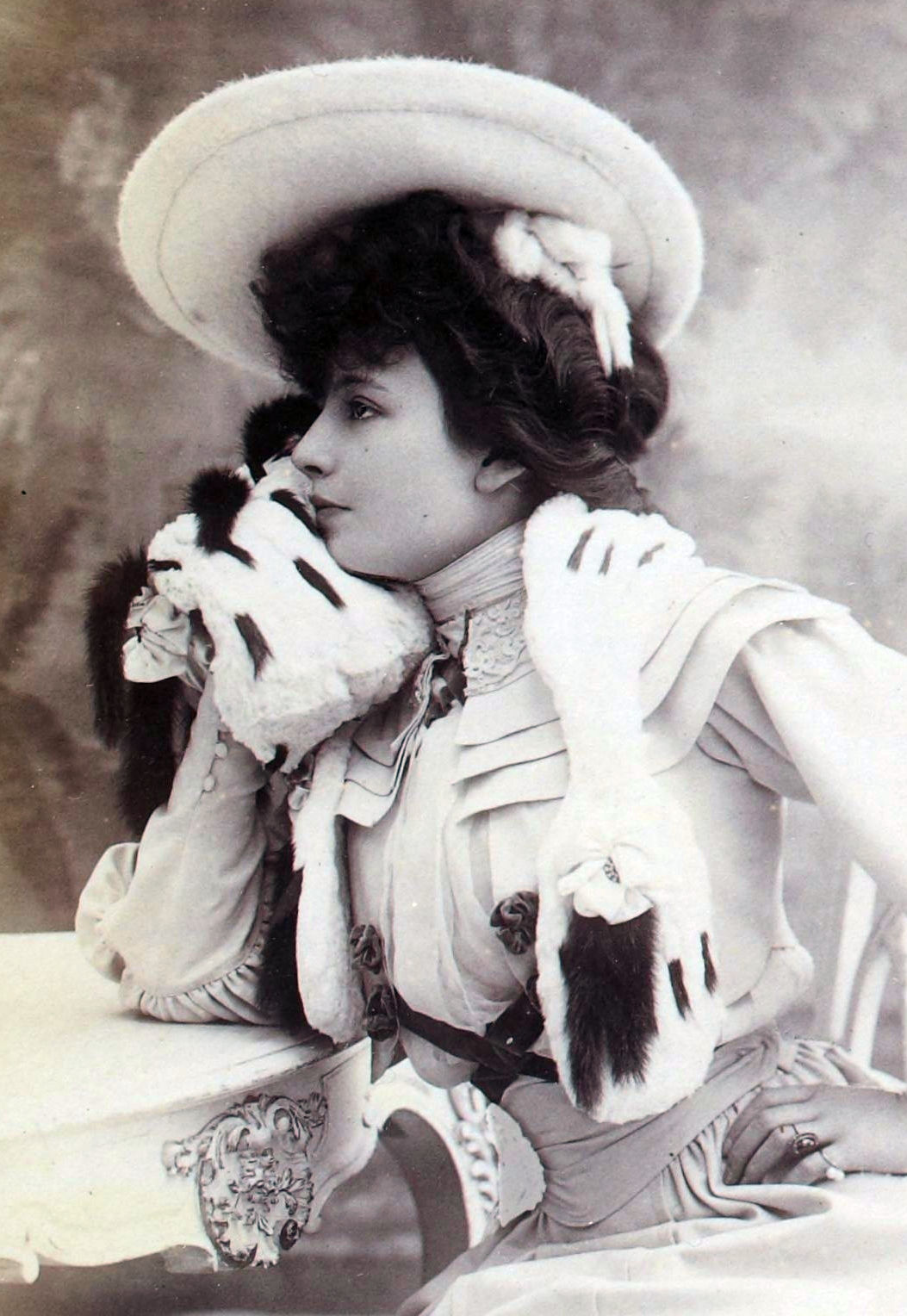
Hermelinschal und ‑muff, Geneviève Lantelme (1910)
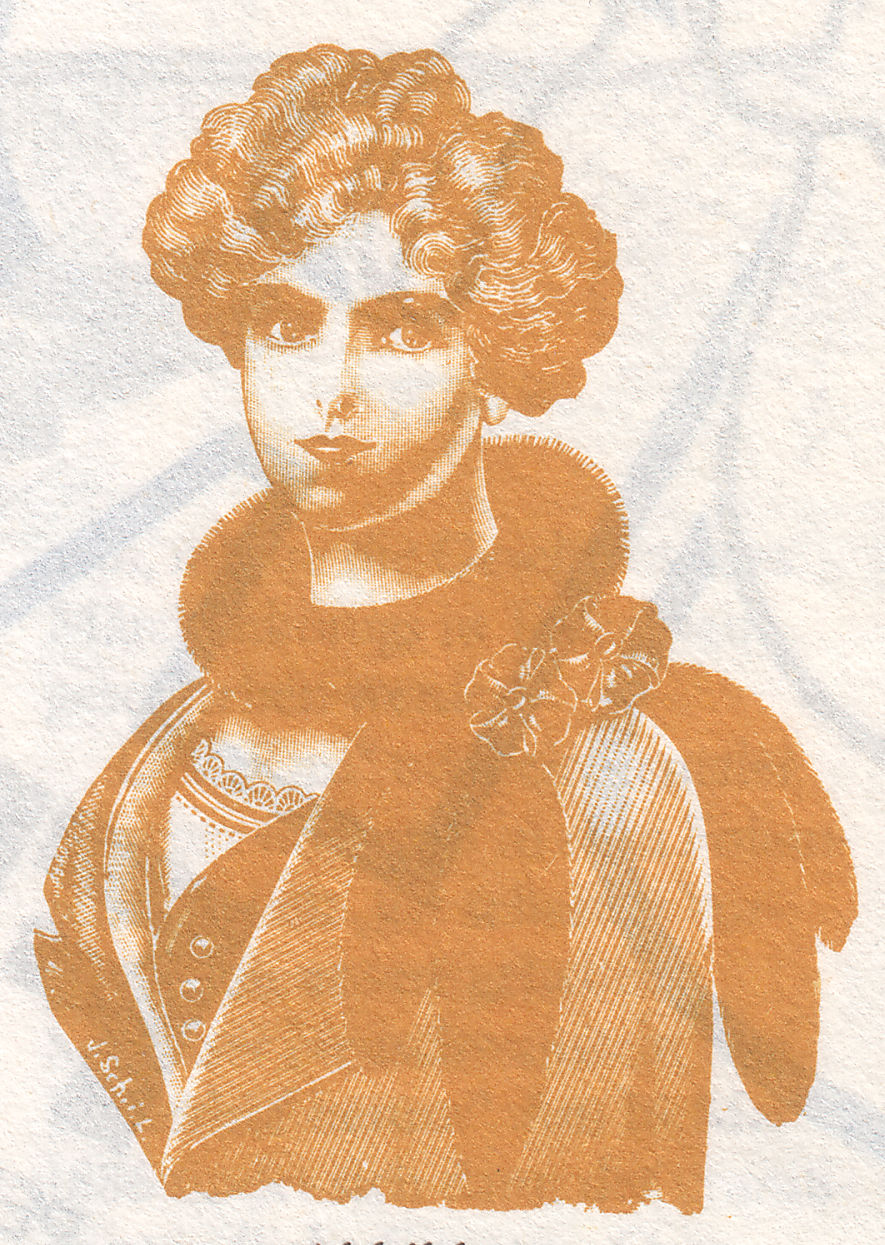
Pelzkollier aus gedrehten Schweifen mit Rosetten (1911)
Automobilistin mit pelzverbrämten Tuch (Titelblatt, 1912)
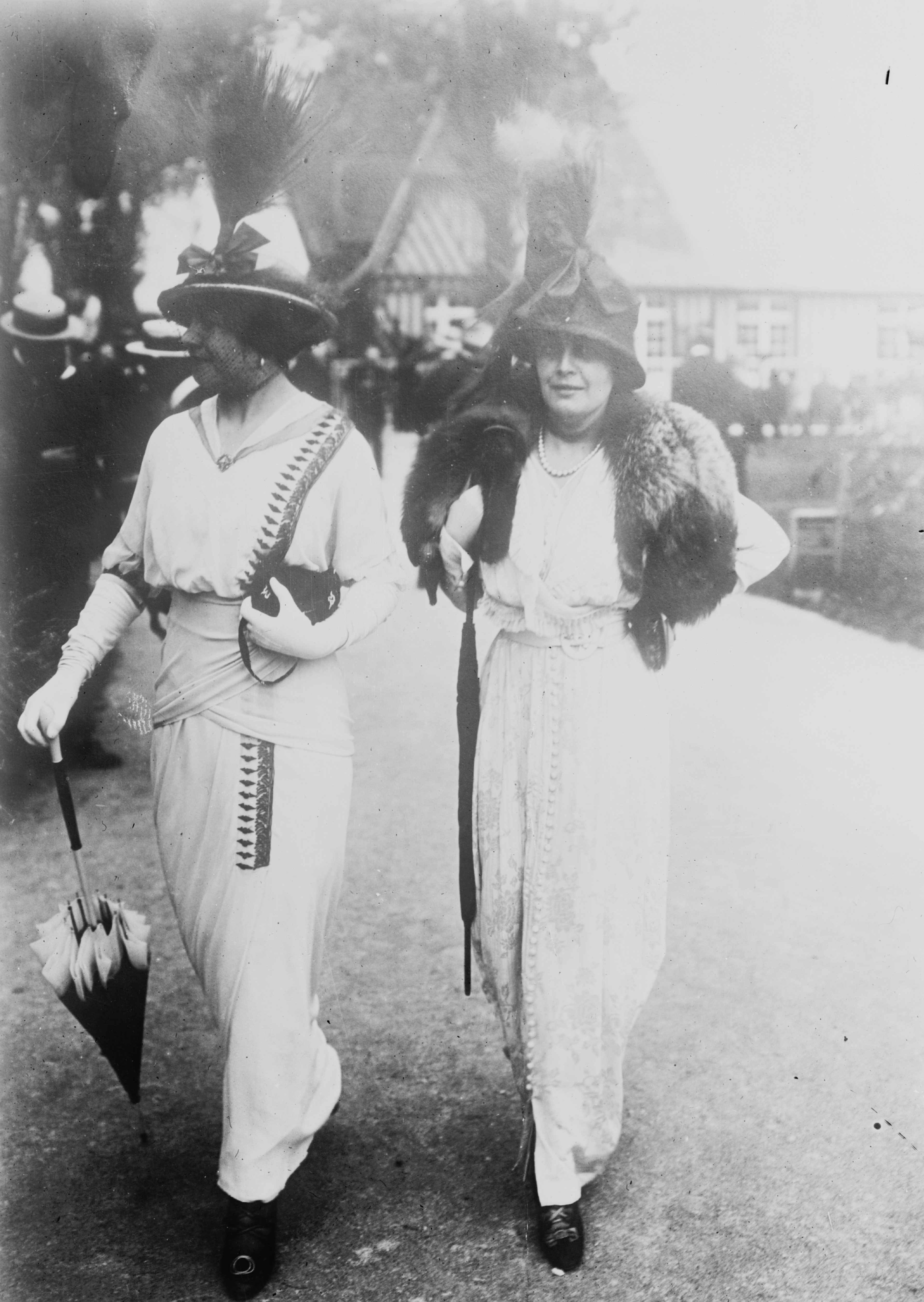
Silberfuchskollier in Trouville (1913)
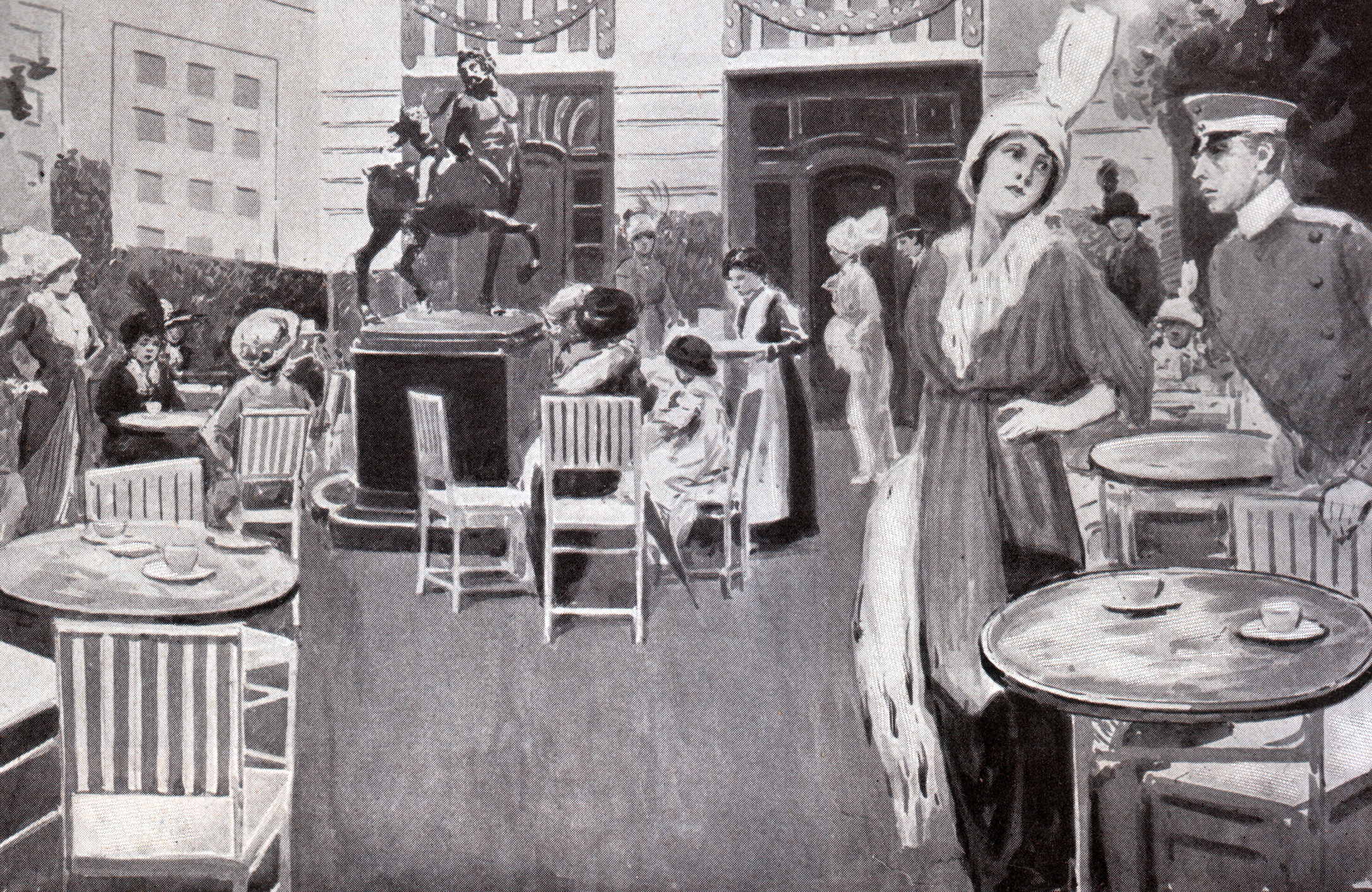
Damen mit Pelz im „Erfrischungsraum für den Sommer“ im Kaufhaus Rudolph Hertzog, Berlin (1914)

### 1926 bis 1939, Zweiter Weltkrieg
Offenbar waren diese Erfolge und auch die Sommerpelze nach dem Krieg bereits wieder in Vergessenheit geraten. Der Grund, erneut das Tragen von entsprechend leichten Pelzen auch im Sommer durchzusetzen, war vor allem die wirtschaftliche Not der österreichischen und deutschen Kürschner nach dem Ersten Weltkrieg und der darauffolgenden deutschen Inflationszeit bis Mitte der 1920er Jahre. Wien galt schon in der Kaiserzeit als eine Stadt eleganter Mode und bis lange nach dem Zweiten Weltkrieg trug die Wienerin besonders opulente Pelzkleidung. Der Wiener Kürschner Alexander Tuma jun. schrieb den wesentlichen Erfolg der Sommerpelzkampagne im Jahr 1926 seinem Vater zu: „Da und dort fand seine Idee begeisterten Widerhall. In den Kreisen der Prominenten aber war man mehr als skeptisch; man lachte sogar über diese Phantasmagorie. Man behauptete, eine Mode lasse sich nicht ‚machen‘, eine solche könne überhaupt nur von ‚draußen‘ kommen. Sein Vater blieb jedoch beharrlich, veröffentlichte beständig Artikel in den Fachzeitschriften und rief in Fachversammlungen zur Teilnahme an Werbeaktionen auf. Die Genossenschaft der Kürschner Wiens beschloss letztlich einstimmig, die Umlagen zur Finanzierung der Reklamekosten zu erhöhen. Es folgten Artikel mit Abbildungen in allen Tageszeitungen, Plakate an Straßenbahnen, Modevorführungen, ‚ein Propagandagehen der Frauen aus der Kürschnerbranche mit Sommerpelzen durch die Straßen Wiens‘, eine entsprechende Ausgestaltung der Schaufenster und anderes mehr. Die Auslandspresse griff das Thema ebenfalls auf‚ und in ganz kurzer Zeit hatte sich der Sommerpelz durchgesetzt‘. Wesentlich zur Akzeptanz der neuen Mode trugen die Modeateliers bei, die eigene Sommerpelzmodelle schufen.“
Tuma jun. berichtete weiter:

„Der Silberfuchs, Halstiere aus Marder, Nerz, Iltis u. a. Fellen wurden ebenso getragen wie Capes, leichte Jäckchen und Paletots. Große Modenschauen auf dem Wiener Trabrennplatz während der Rennpausen, wobei Sommerpelze an das Publikum verlost und zur kostenlosen Ausgabe gelangten, unterstützten die Propaganda mächtig. […] Keine Kosten wurden gescheut; sie trugen tausendfache Zinsen. Was auch kommen mag, wie die wirtschaftlichen Verhältnisse sich gestalten mögen, niemals darf man sich selbst aufgeben. Die besten Ideen werden meist aus der Not geboren, dann aber gehört noch ein ernster, großer Wille und eine eiserne Energie dazu, sie in die Tat umzusetzen.“

In der Wiener Fachzeitschrift des Alexander Tuma wurde 1926 noch einmal festgestellt, dass der „Sommerpelzrummel“ alle überrascht hatte, es war, als wenn das Publikum „auf den Sommerpelz nur gewartet hätte“. Man überlegte jetzt, wie dieser Erfolg mit minimalen Kosten auch auf den Winter zu übertragen wäre. Vorgeschlagen wurde die Wahl einer „Pelzkönigin“, die unter den Pelzträgerinnen selbst vorgenommen werden soll: „Auf diese Weise schaffen wir eine gute, allgemeine und billige Reklame, wir sichern uns für den Herbst und Winter größtes Interesse für unsere Artikel und wahren uns zugleich die Möglichkeit, für den kommenden Sommer eine ‚Königin des Sommerpelzes‘ zu wählen, wodurch wir in ganz selbstverständlicher unaufdringlicher Weise den Sommerpelz als Modefavorit vorführen können. - Kostenvoranschlag: Fünftausend Schillinge“.
Wie in Wien, so spannte man 1926 auch in Berlin die Kürschnerfrauen als Werbeträger für den Sommerpelz ein. Man lud zu einer Zusammenkunft in den Garten des Kroll-Etablissements ein und machte den Ehefrauen zur Pflicht, einen Pelzgegenstand zu tragen. Zu einer Modenschau im Rahmen der „Alpenländischen Sommerschau“ des Berliner Messeamts im Haus der Funkindustrie kamen nahezu 6000 Personen. In anderen deutschen Ländern fanden durch die lokalen Fachverbände ähnliche Aktionen statt.
Bereits 1927 hatten sich die deutschen Pelzhersteller ganz besonders auf die Fabrikation sommerlicher Pelze eingestellt. In Berlin beanspruchte man jetzt die Durchsetzung des Begriffs „Sommerpelze“ für sich: „Wir wollen nicht vergessen, daß dieses Wort, im vorigen Jahr von Berlin geprägt, heute in der ganzen Welt Eingang gefunden hat. Während man früher diesen Begriff kaum kannte, so ist er jetzt Schlagwort, und in den Hauptstädten wird er schon in diesem Jahre allergrößte Bedeutung haben. Der sommerliche Pelzmantel gehört zum treuen Begleiter der eleganten Frau.“
Der Leipziger Rauchwarengroßhändler Arthur Hermsdorf bestätigte Anfang der dreißiger Jahre, dass der Sommerpelz durch das „Betreiben einiger weniger Köpfe“ so weit durchgedrungen war, dass seine Existenzberechtigung als erwiesen gelten konnte und man jetzt zwei Pelzsaisons hatte. Auch bemerkte er, dass der Pelz gleichzeitig zum Modeartikel wurde und nicht mehr wie früher „als erste Haupteigenschaft ein bleibender Wert, eine Anschaffung fürs Leben“ war. Zudem war es dem Sommerpelz zu verdanken, dass sich die durch die Innovationen der chemischen Industrie möglich gewordenen, „Phantasiefarben“ für Pelze durchsetzten, Farben, die den textilen Modetrends folgen. Noch 1903 konnte sich ein Leipziger Autor der Lederfärberei nicht vorstellen, Pelze anders als in natürlich wirkende Farben zu färben: „Wollte man radikal dozieren, wollte man einfach eine Ansicht oktroyieren, die ja nur einzuleuchten braucht, um Beifall zu finden, dann könnte man auf die den Beweis erübrigende Thatsache pochen, daß es zwar der Mode möglich ist, himmelblaue Handtaschen aus himmelblauem Leder zu anderen, gleichfarbigen Reiseutensilien aus Luxusledern entstehen zu lassen, daß es aber nun und nimmer einer geschmackvollen Dame auch nur dämmerhaft beikommen könnte, eine zu dieser sanften Nuance passende Pelzboa zu wünschen. Die erforderliche Begründung dieser selbstredenden Unmöglichkeit liegt zu nahe und geht einfach daraus hervor, daß jeder Nutz- oder Schmuckpelz entweder echt, also durchaus naturfarbig, oder imitiert, also nach dem Vorbilde der echten gefärbt, möglich ist, wenn sein Träger nicht etwa eine Maskerade beabsichtigt.“
Adolf Stein erinnerte 1926 daran, dass vor dem Krieg kaum eine verwöhnte Engländerin einen Pelz trug, der nicht die Marke „Leipziger Farbe“ aufwies; und stellte fest, „auch die Berliner Pelzfärberei, Farben von Citroen, hat heute übrigens Weltruf. […] Aber Pelz überhaupt gehört für die Dame von Welt heute auch im Sommer zu den unentbehrlichsten Dingen. Je höher hinauf sie nur dünnsten Flor an ihren Seidenbeinen zeigt, desto mehr bedarf sie der Ausbreitung wohliger Wärme von den Schultern her. Und erst wenn bewundernde Männerblicke noch stärker wärmen, kann sie den Pelz dann auch heruntergleiten lassen.“
In einer Dissertation über die „Entwicklungstendenzen  der Pelzwirtschaft“ aus dem Jahr 1930 stellte der Autor fest, dass der Pelz seinen Charakter als Saisonartikel verloren hatte: „Pelz ist heute die Mode jeder Jahreszeit geworden. Diese Loslösung der Pelzmode vom Winter hat den Bedarf ebenso gesteigert wie das Vordringen der europäischen Mode in diejenigen Gegenden der Welt, die bisher den alten Nationaltrachten treu blieben“. Über die 1930er Jahre schrieb die italienische Modeautorin Anna Municchi, dass eine Dame, die von den damals meistgesehenen Filmen der Zeit, Der blaue Engel, Lichter der Großstadt und Königin Christine begeistert war, der Gebrauch von Pelzen in der wärmsten Jahreszeit nicht fremd war. Sie begann mit der Bevorzugung des weichen Hermelins, als kurze Boleros, wie sie Edward Molyneux oder Lucien Lelong entworfen hatten, entweder vorn kürzer oder um die Schultern zu drapieren. 1933 war plötzlich einen Sommer langhaariges glänzendes Affenfell aktuell, ebenfalls kurze Zeit Leopardfell. Hermelin gab es wieder, diesmal in sommerlicher Biskuitfarbe. Alle möglichen Fellarten wurden ausprobiert, Nerz wurde auch im Bereich der Sommerpelze immer wichtiger.
Gleichzeitig zog der Fuchspelz überall in die Mode ein, als Mantel, langes Cape, als Jacke oder auch, für Frühjahr, Herbst und Sommer geeignet, als kleines Cape, Besatz, Boa oder ganz viel als Verbrämung solcher Kleidung. Anna Municchi: „In den großen Modehäusern gab es meilenlangen Fuchs: Er drapierte spiralförmig Kleider und Mäntel, rahmte die Schultern in einem doppelten Ring ein, angearbeitete oder lose Manschetten, wie ein Fragezeichen besetzt, umrandete Ärmel und schloss Westen ab. Er wurde rund getragen und mit einem Band gehalten, etwas asymmetrisch, er rahmte das Gesicht ein, berührte fast die Locken und das kleine Filzhütchen. Alle Schneider, ohne Ausnahme, verwendeten ihn in großem Umfang.“ Eine andere italienische Modeautorin, Irene Brin, erinnerte sich: „Es ist erst einige Jahre her, als 1932 die Leute anfingen, helle Füchse zu tragen, die im Frühjahr die traditionellen Maulwurfstolen, die Baummarderkolliers oder die Krawatten aus Steinmarder ersetzten: und jetzt will jeder zwei ganze Füchse mit den Schnauzen nebeneinander und zusammengebundenen Pfoten haben, während die Damen mit größeren Ambitionen ihren ersten Silberfuchskragen einweihen“. Der Trend erreichte auch Amerika, unter der Überschrift „Sommerpelze, eine Stilnotwendigkeit“ wurden dort 1923 beispielsweise recht opulente Fuchs- und Wolfkolliers angeboten.
In den 1940er Jahren waren in den USA Sommerpelze in der Form von Stolen, kleinen Capes, geschlungenen Jacken und sehr kleinen Boleros aktuell. Die Kürschner führten ihre neuesten Kreationen jetzt auch im Frühjahr, nicht mehr nur im Herbst vor.

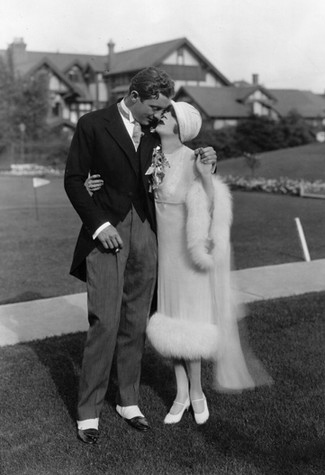
Weißfuchsverbrämtes Kleid, Mae Murray (1926)
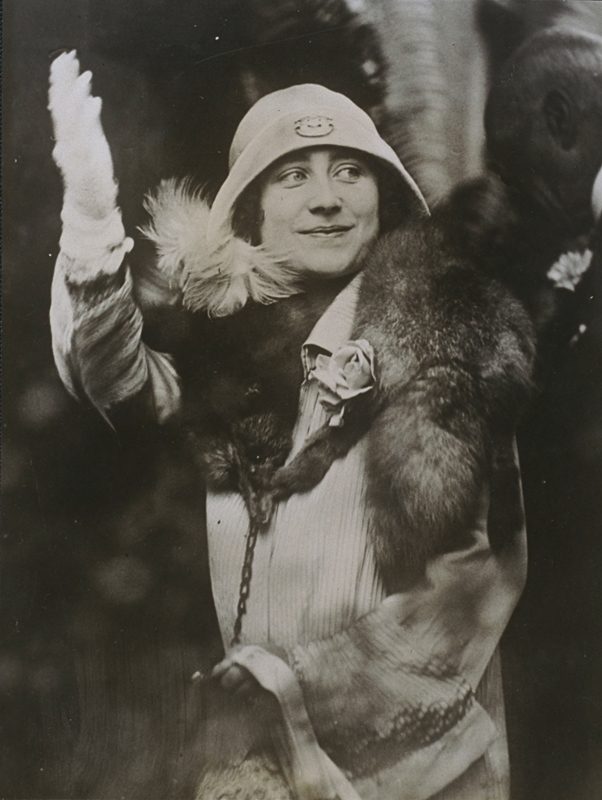
Silberfuchskollier, Königin Elizabeth Bowes-Lyon in Australien (1927)
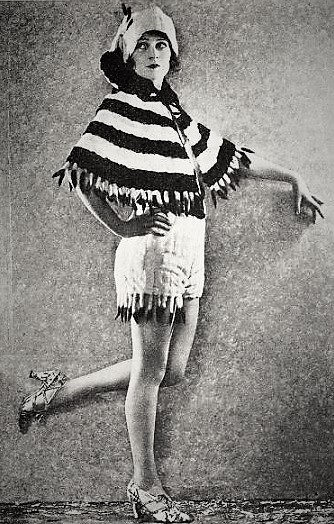
Hermelincape, June Marlowe (1928)
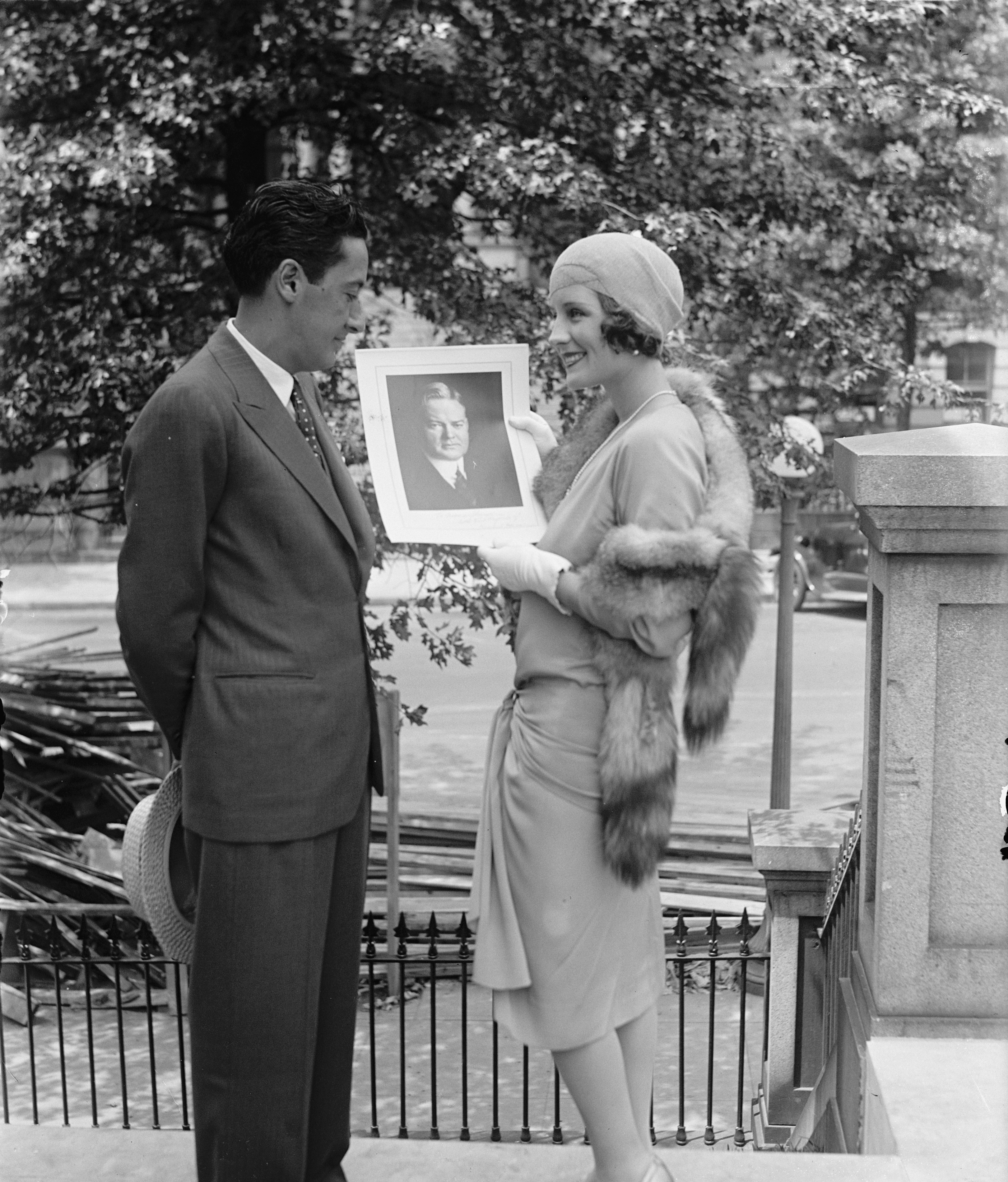
Fuchsschal, Norma Shearer (1929)
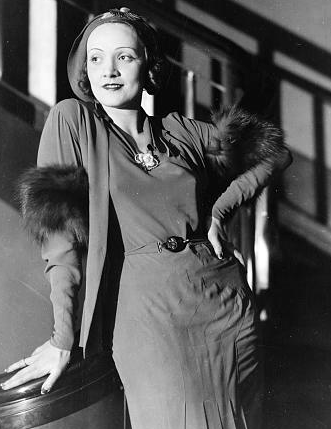
Fuchs-Oberarmmanschetten, Marlene Dietrich (1930)
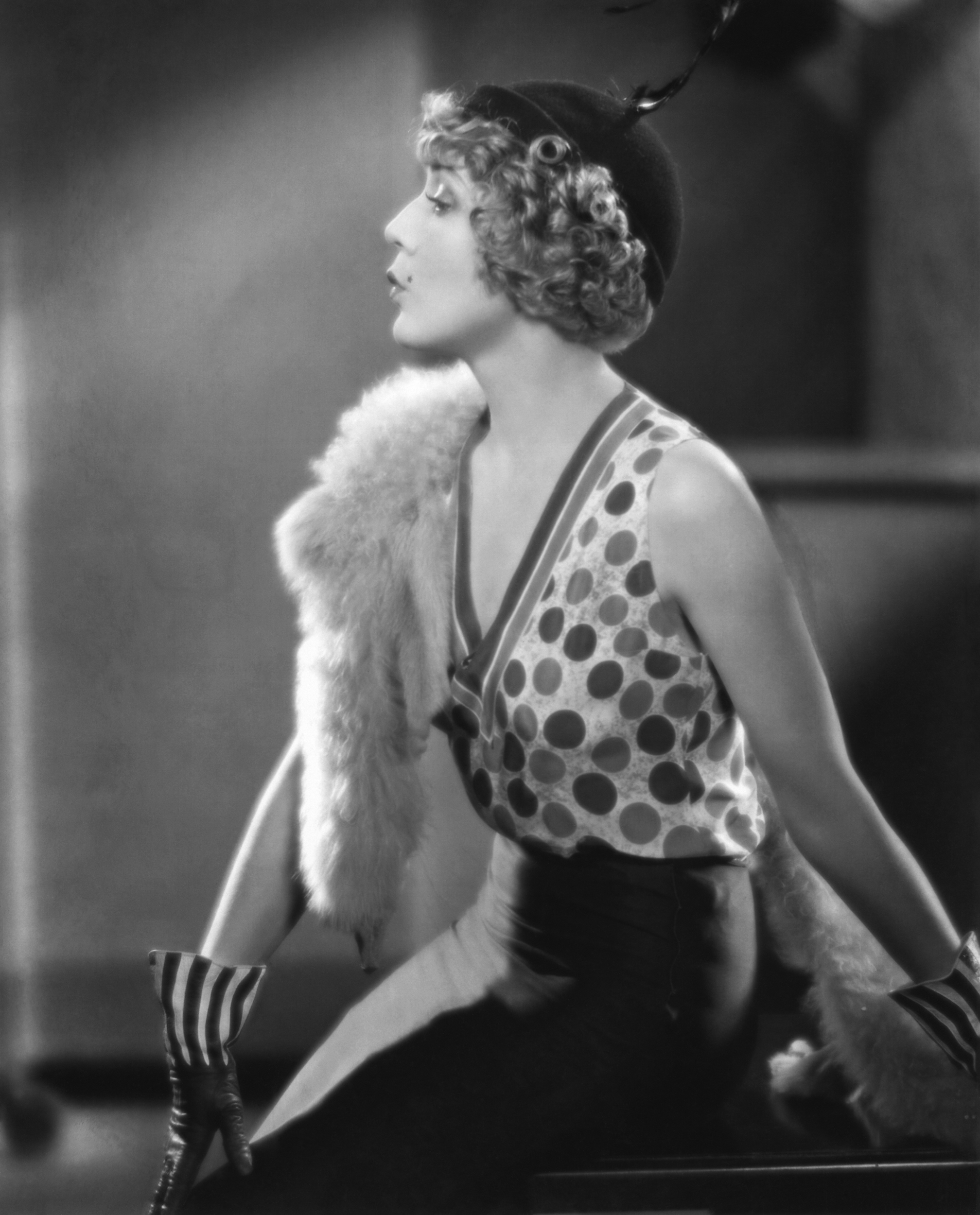
Fuchsschal, Mary Pickford (1931)
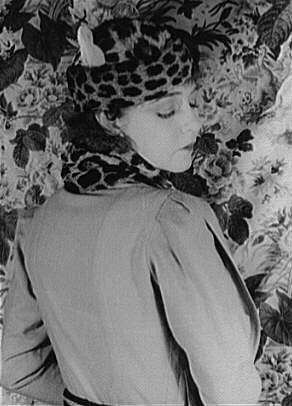
Ozelotstirnband und ‑kragen, Dorothy Gish (1932)
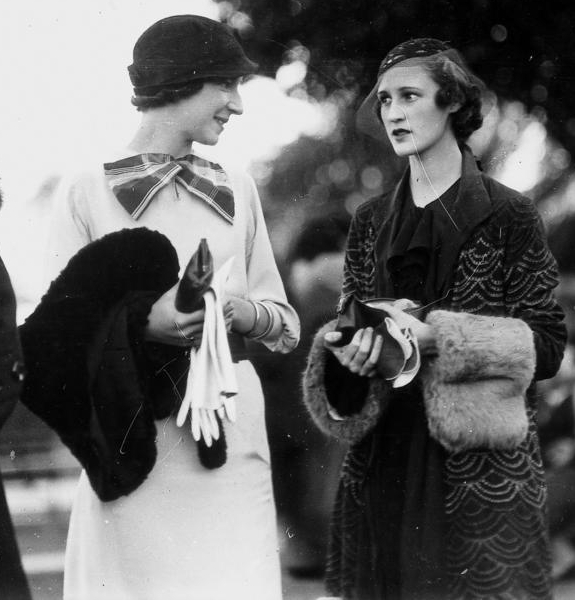
Pelzschal und -manschetten, Brisbane (1933)
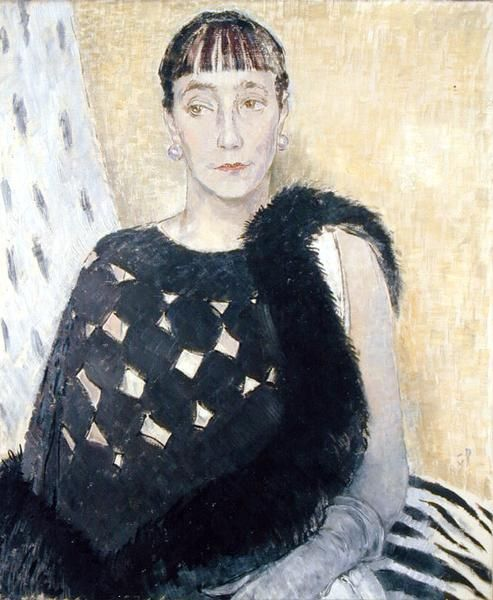
Pelzverbrämtes Cape, Mrs. Clement Cross (1934)
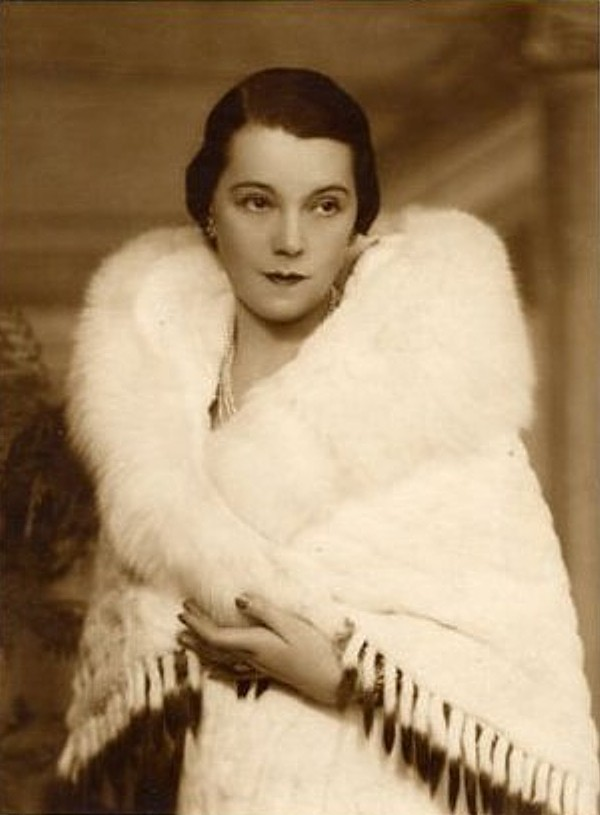
Hermelincape mit Weißfuchs, Schauspielerin Gizi Bajor (1935)
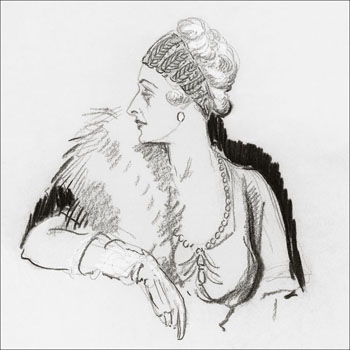
Pelzschal, Grace Vanderbilt (1936)
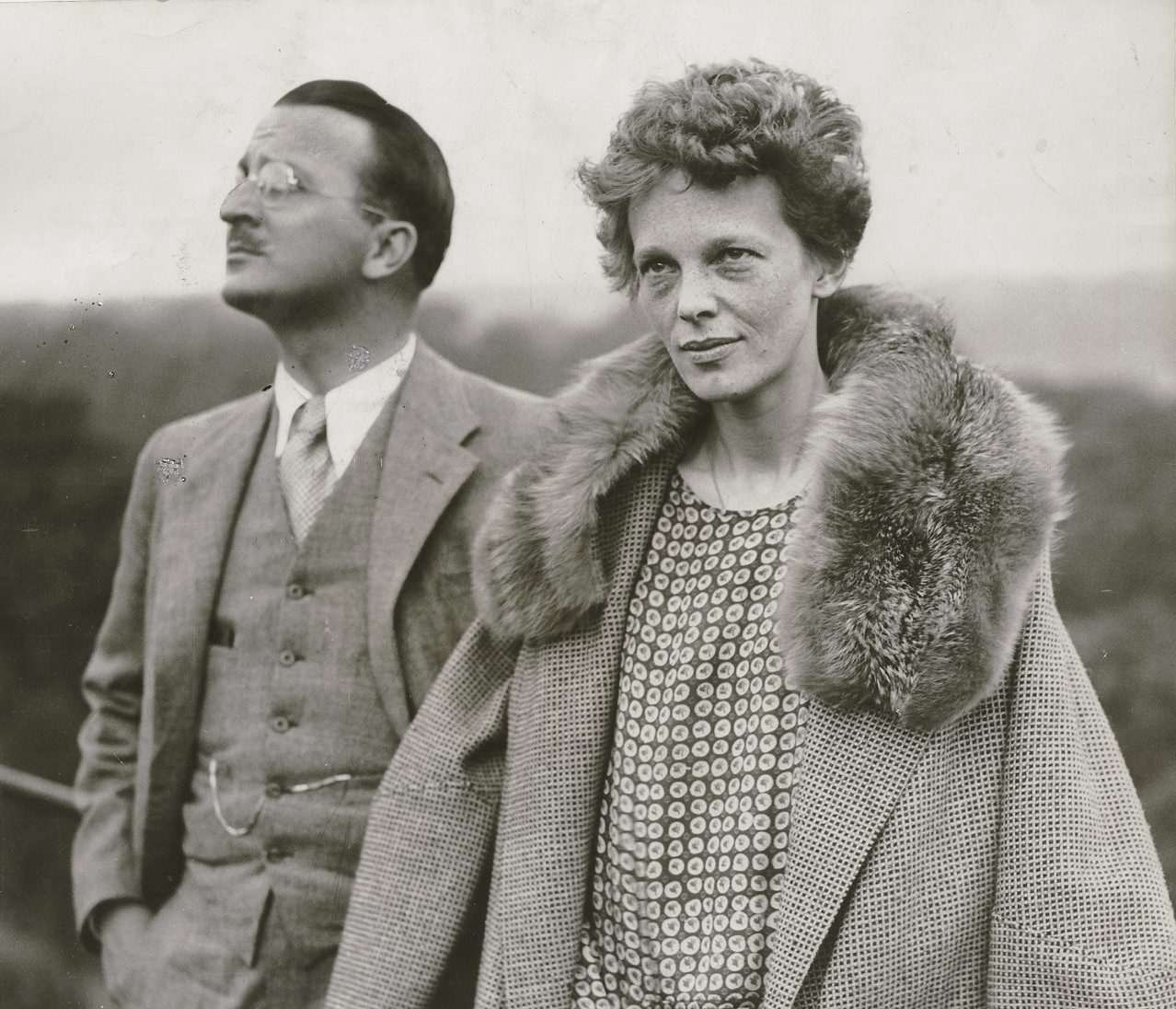
Fuchskragen, Amelia Earhart (1937)
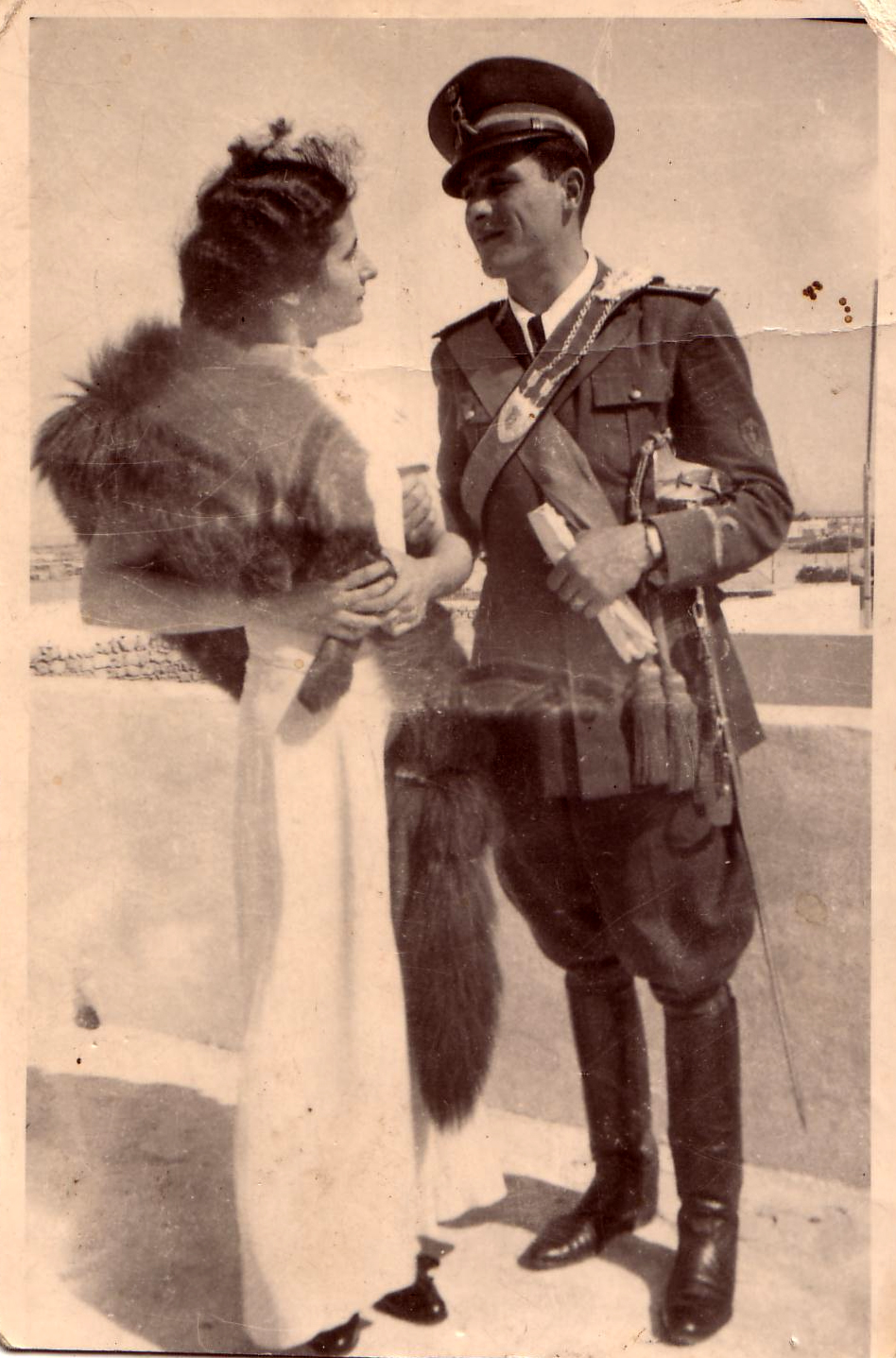
Wolfskollier, Elena Dini in Bengasi (1938)
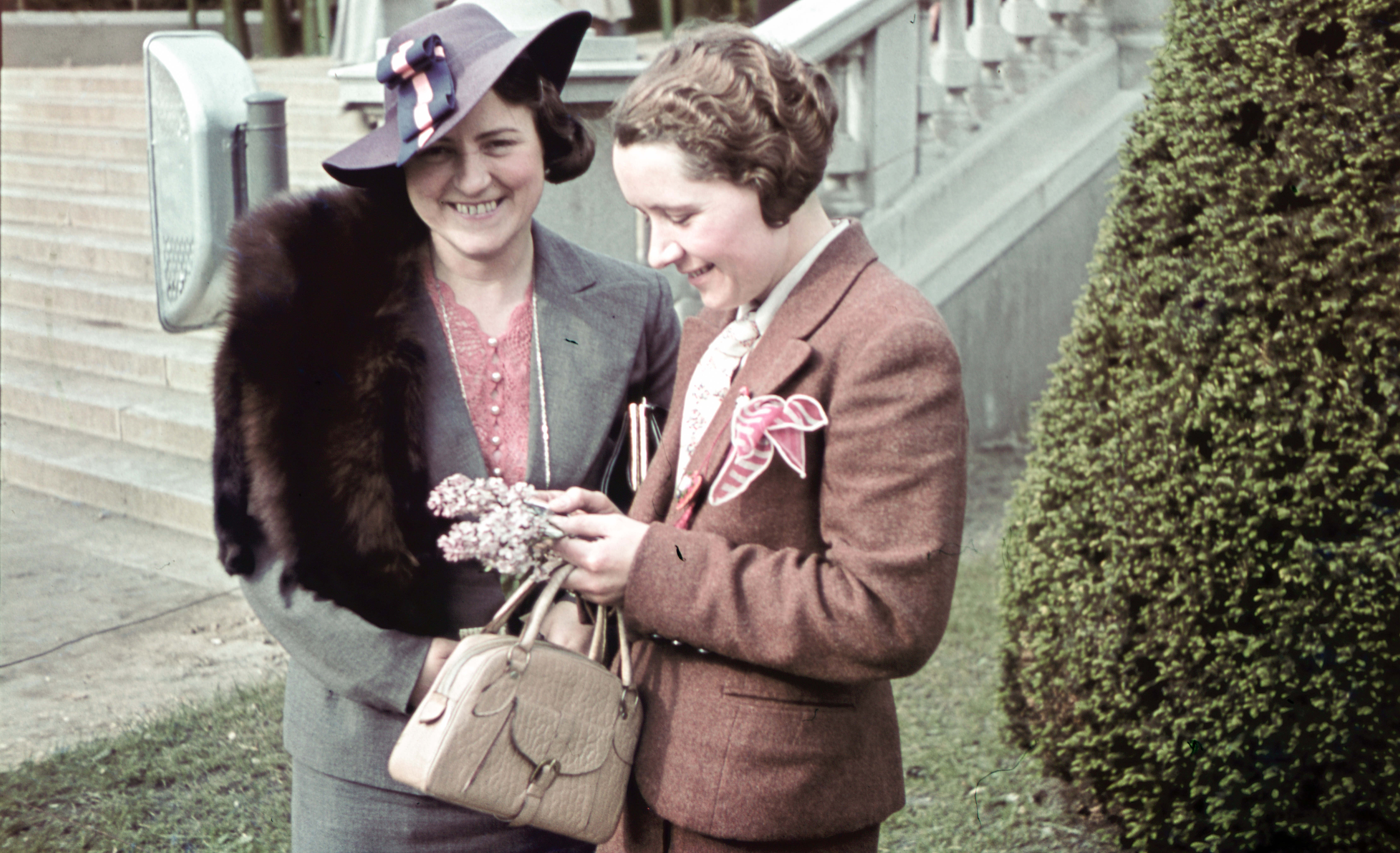
Fuchskollier, Budapest (1939)
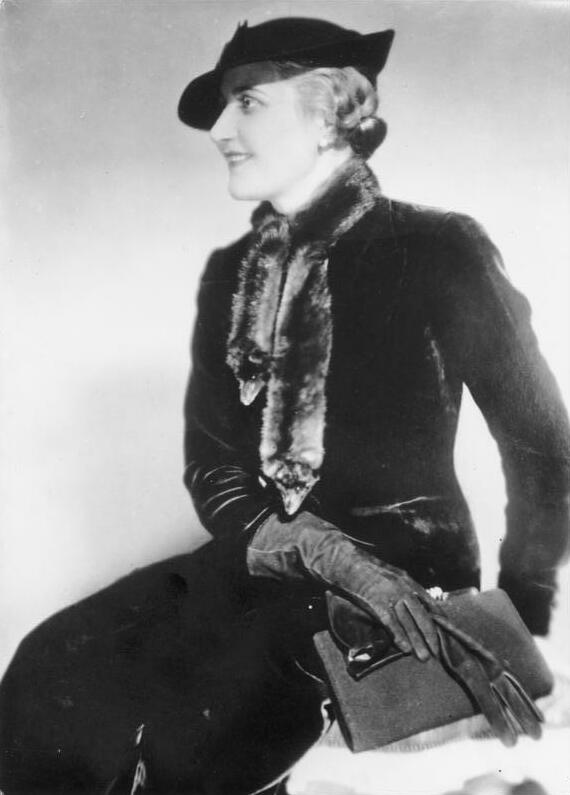
Marderkollier, Magda Goebbels (1939)
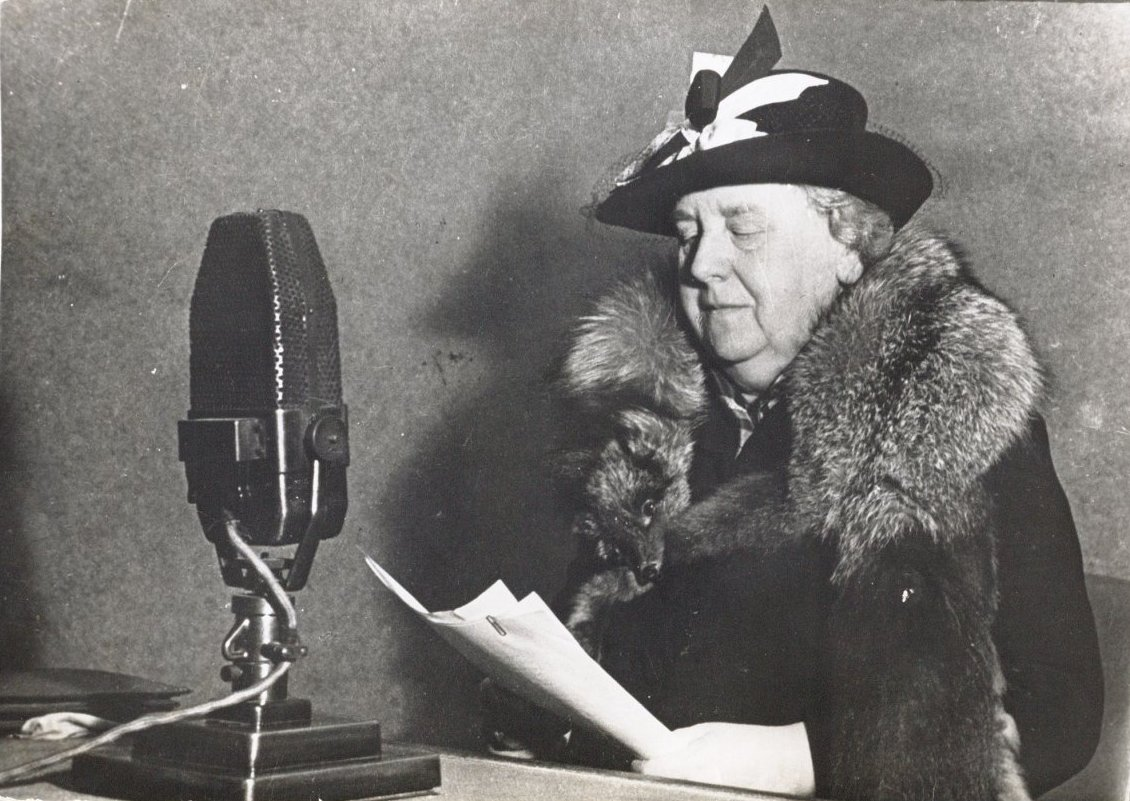
Königin Juliana mit Silberfuchskollier, im Sommer 1940, nach der deutschen Besetzung der Niederlande

### „Sommerliches Pelzwerk“ im Jahr 1953
Im Jahr 1953 wurde das sommerliche Pelzwerk für die beiden Modezentren Paris und New York beschrieben, das „hauptsächlich als kostbare Ergänzung des eleganten Anzugs auftritt, abgesehen natürlich von den abendlichen Kreationen“. Dementsprechend war es die Zeit, in der die Jacke in den Modebereich gehörte. Sie war hüft- oder dreiviertellang, glatt oder im Rücken glockig weit geschnitten. Die Kragen waren klein und meist schmale Schalkragen.
Capejacken und jäckchenartige Stolen waren sehr in Mode. Lange, schmale Stolen in Blau- oder Silberfuchs waren anspruchsvolle Attribute der strengen Kostüme.
Nerz stand an erster Stelle der sommerlichen und festlichen Modelle. Neben pastellfarbenem Nerz wurde viel Wildnerz gezeigt. Im Gegensatz zu späteren Jahren waren die Modelle noch, anstelle in schmale, in breite Streifen ausgelassen. Auch Breitschwanz und Indisch Lamm erfreute sich großer Beliebtheit. Zu Weiß kam als neue sommerliche Farbe Rosenholz hinzu.

#### Paris

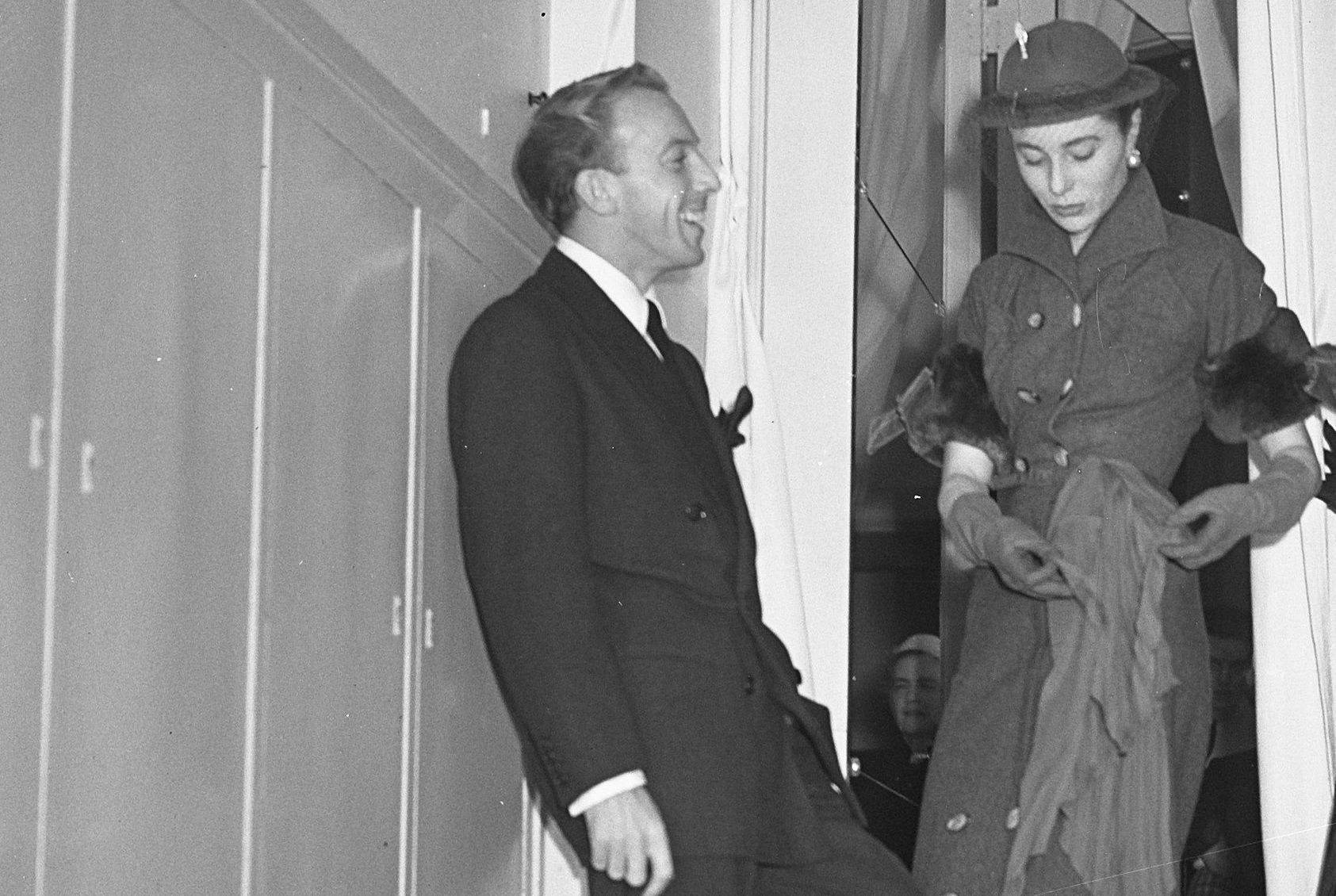
Jacques Fath und Mannequin mit pelzbesetzem Kostüm (1950)

In Paris hatten die sommerlichen Pelzjacken fast durchweg Dreiviertelärmel, ganz glatt oder bauschig, oft mit breiten Umschlägen.
- Führend in Paris war immer noch das traditionsreiche Pelzhaus Revillon Frères: „Ein weißer, hüftlanger Breitschwanzpaletot war unterhalb der Taille durch zwei dekorative, schwarze Knöpfe geschlossen. Ein schmal umgelegter Eckenkragen umschloss den Hals. Die glatten Dreiviertelärmel trugen breite Umschläge“.  Sehr schön war auch eine Capestola aus Pastellnerzen, bei der durch die weiche Drapierung auf den Schultern ein Fichu-Effekt erzielt wurde.

- Fourrures de Canada zeigte eine ganz neuartige Gestaltung einer Stola. Die breite Wildnerzstola war an einem Teil mit Fellvolants versehen, die eine wasserfallähnliche Wirkung hervorriefen und dem Modell dadurch eine fließende Bewegung gaben.

- Rosal Fourrures brachte eine großzügige geschnittene Capestola mit doppelter Verwendungsmöglichkeit, indem man sie mit einem schmalen Gürtel in ein jackengleiches Aussehen verwandeln konnte.

- „Jacques Fath überraschte durch seine neue Pelzkollektion. Er behandelte das Material seiner Modelle – Breitschwanz – wie Stoff“. Zu sehen war ein Redingotemantel mit einem für die Saison typischen großen runden Ausschnitt, „eine ideale Ergänzung zum Cocktailkleid“. Eine seitlich geschlitzte, gerade Jacke mit glatten Dreiviertelärmeln, ebenfalls aus Breitschwanz, wurde als „sehr anmutig“ beschrieben. Die tief nach unten verlängerte Taillenlinie wurde durch einen Seidengürtel erzielt, der im Rücken zur Schleife gebunden war.[16]

#### New York
In New York waren in der Saison 1953/54 Nerz und Persianer in schwarz die Favoriten der Saison. Auch hier bestand eine Vorliebe für Wildnerz. Als Formen bevorzugt waren Boleros und Capestolen mit angeschnittenen glatten, besonders kurzen Ärmeln.
- Revillon Frères New York zeigte eine breite Wildnerzstola, die vorn oder im Rücken tuchartig geschlungen wurde.

- Maximilian, New York kreierte eine Nerz-Capestola in „der wunderbaren Tönung“ Starlight aus breit verarbeiteten Nerzen und eine außen schwarze und innen weiße Bolerostola aus Sealskin, beide Teile im gleichen Schnitt.

- Russek hatte ein eindrucksvolles Bolerojäckchen mit Beutelrücken aus schwarzem Persianer mit tief eingesetzten Ärmeln entworfen. Vier schmale Paillettenstreifen, die symmetrisch über das Modell gelegt waren, teilten das Jäckchen in Querstreifen.

- Das Southwest-African Board zeigte eine hüftlange schwarze Persianerjacke. Den sommerlichen Anspruch erhielt sie durch die nur bis zu den Ellenbogen reichenden Ärmel, die wahrscheinlich jedoch durch die breiten Aufschlagmanschetten verlängert werden konnten. Des Weiteren gab es ein großes Dreiecks-Umschlagtuch aus schwarzem Persianer. Mit seinen breiten Fransen wirkte es wie eine malerische Anlehnung an das Biedermeier.[16]

### Seit dem Jahr 2000

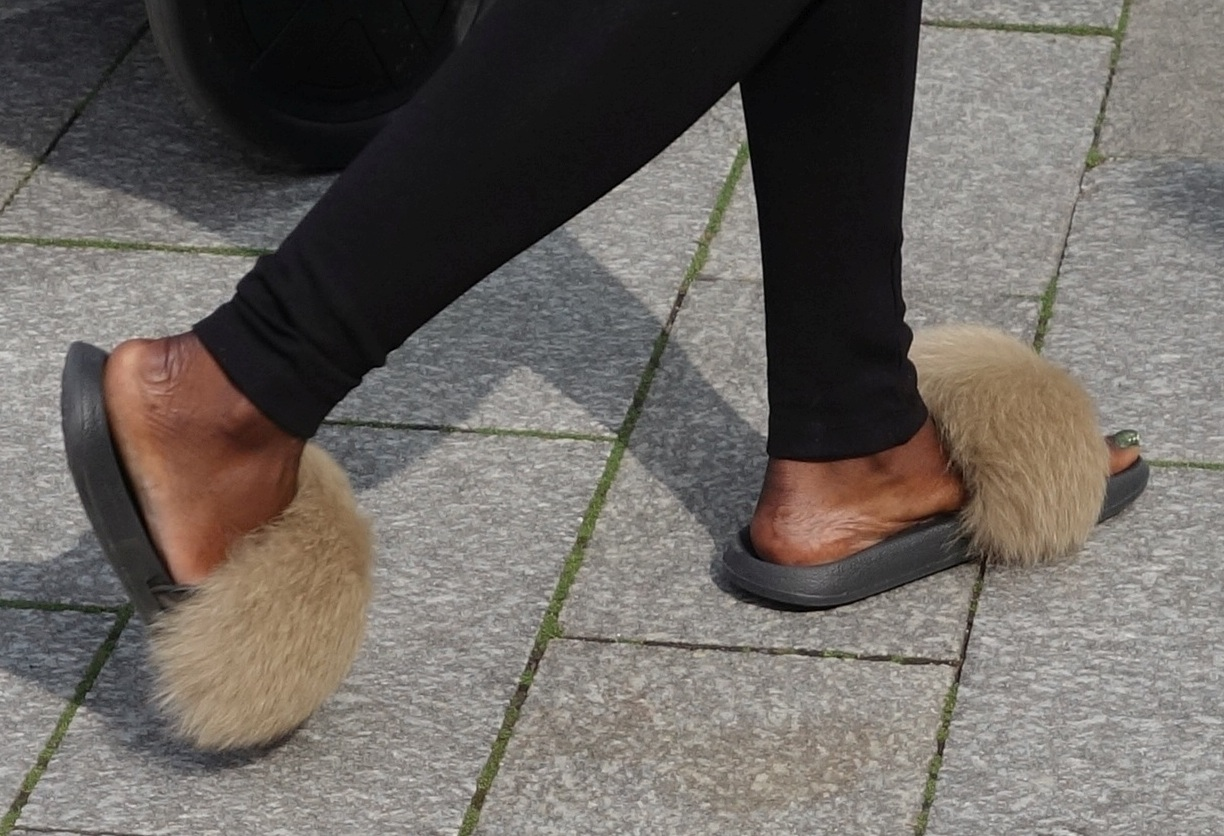
Blaufuchs-Sandalen (2019)

In der DDR und während der außergewöhnlichen Pelzkonjunktur der Bundesrepublik in der zweiten Hälfte des 20. Jahrhunderts spielte der Sommerpelz eine eher untergeordnete Rolle. Der Begriff ist jedoch, vor allem in der Werbung, bis heute gebräuchlich. Besonders die flachhaarigen, moirierten Swakara-Persianer aus dem heutigen Namibia, damals noch als „Breitschwanz-Persianer“ bezeichnet, wurden, auch in Form von Jacken und Mänteln, als Sommerpelze beworben.
Modetrends haben häufig mehrere Eltern. „Untragbares tragbar zu machen“, wie „Sommerpelze“, wird in jüngerer Zeit, neben anderen Trends, auch der Italienerin Miuccia Prada zugeschrieben. Im Jahr 2015 provozierte der New Yorker Modedesigner Derek Lam mit dem Modelabel Rodarte, indem er „eher kuschelig-warm als sommerlich-luftig“ aussehende Pelze, als Sommerpelz vorstellte.
Das Deutsche Pelz-Institut empfahl im Jahr 2005: „Falls Ihnen noch ein kleiner Sommerpelz fehlt, lassen Sie sich doch einfach aus ‚Omas Pelz‘ vom Kürschner ein modisches Highlight arbeiten, z. B. Pelzpuschelchen auf Chiffon- oder Pashmina-Schal oder ein sommerleicht-wärmendes Gitternetz aus Nerzschweifen.“

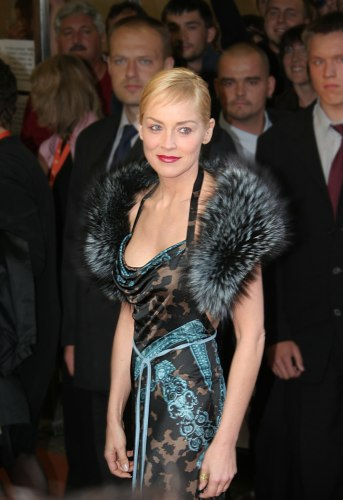
Seefuchs- Schultercape, Sharon Stone (2005)
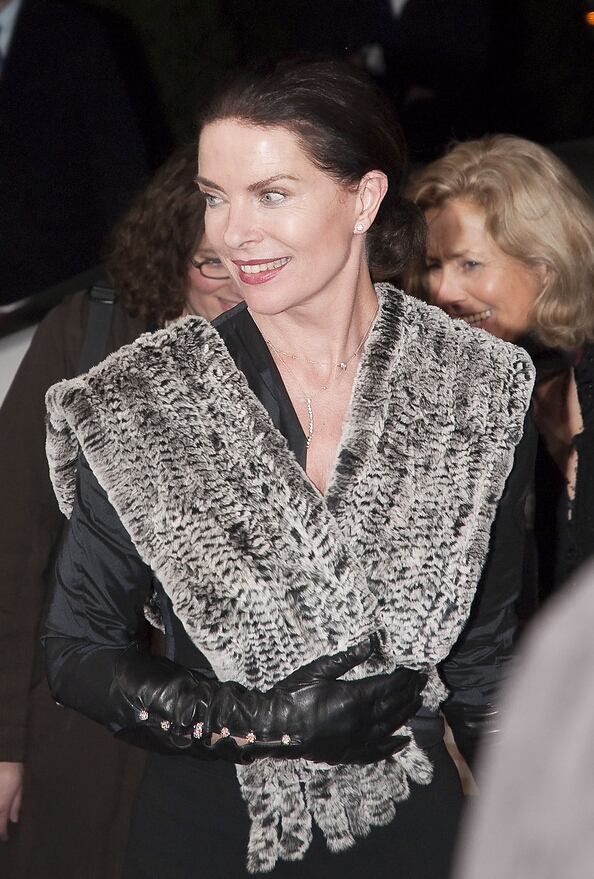
Kaninschal, Gudrun Landgrebe (2008)
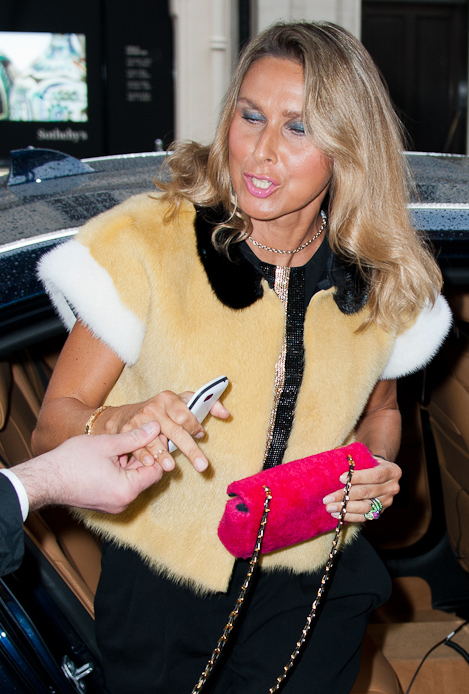
Nerzweste und Felltäschchen (2014)
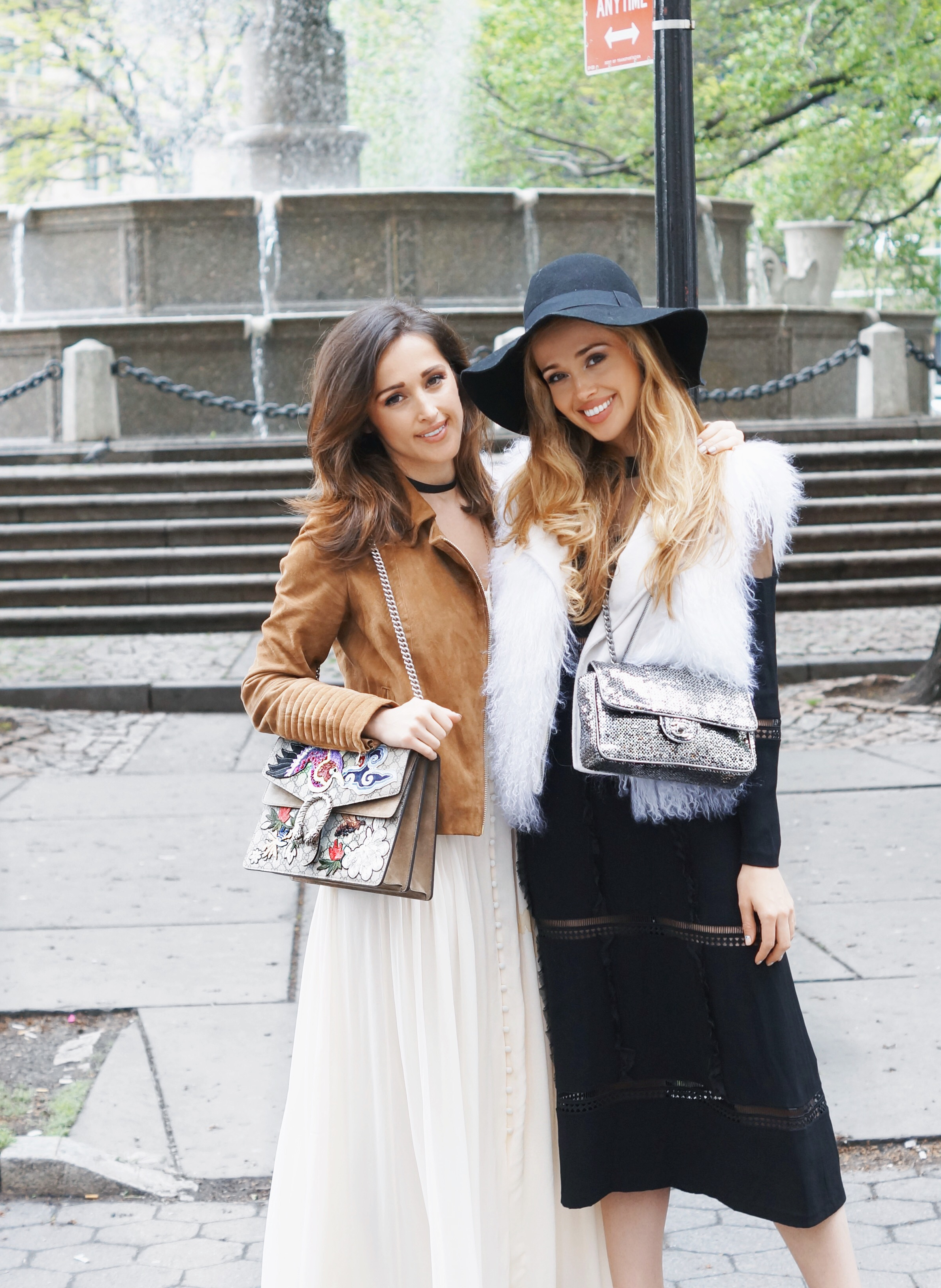
Tibetlammweste (2016)
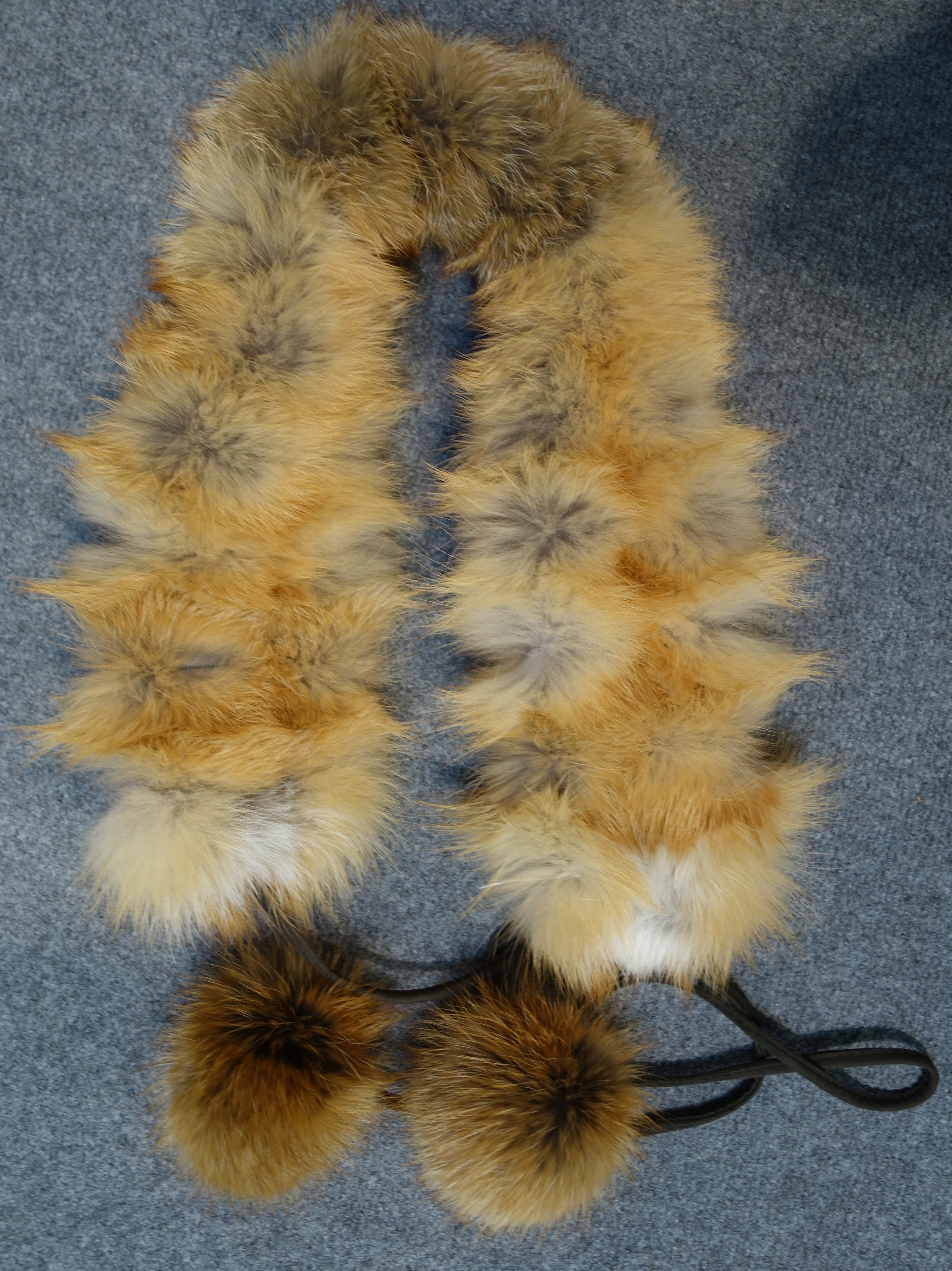
Rotfuchsschal (2018)
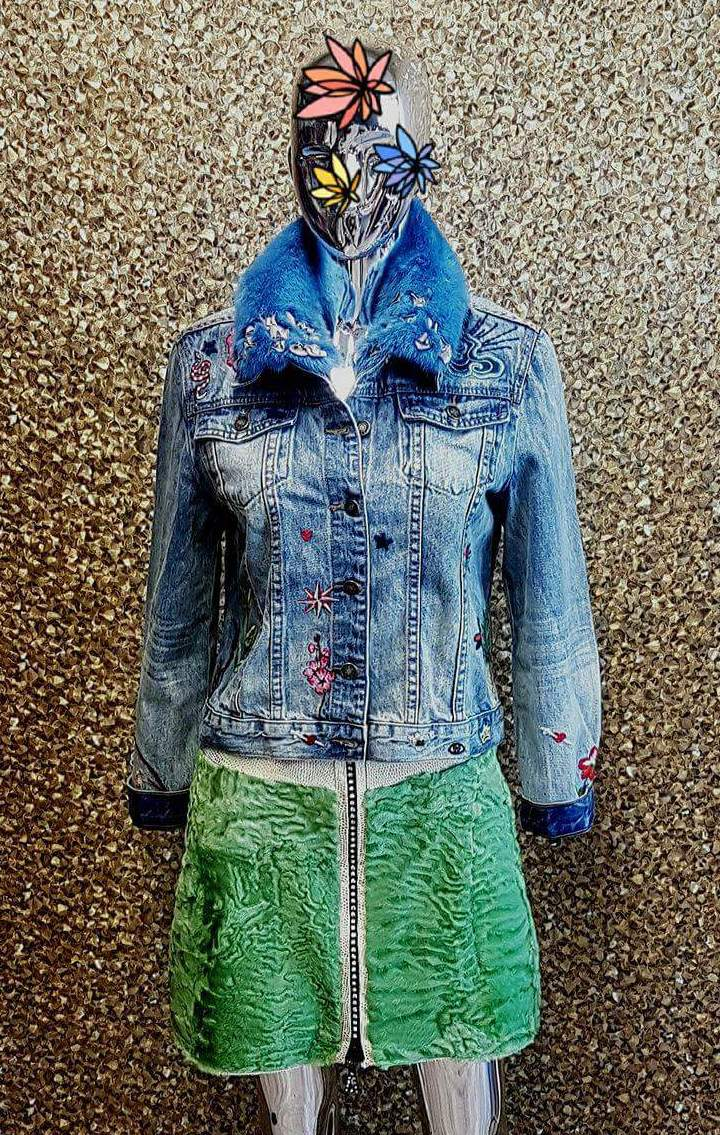
Jacke und Rock, Denim, recycelter Nerz und Swakara (2018)
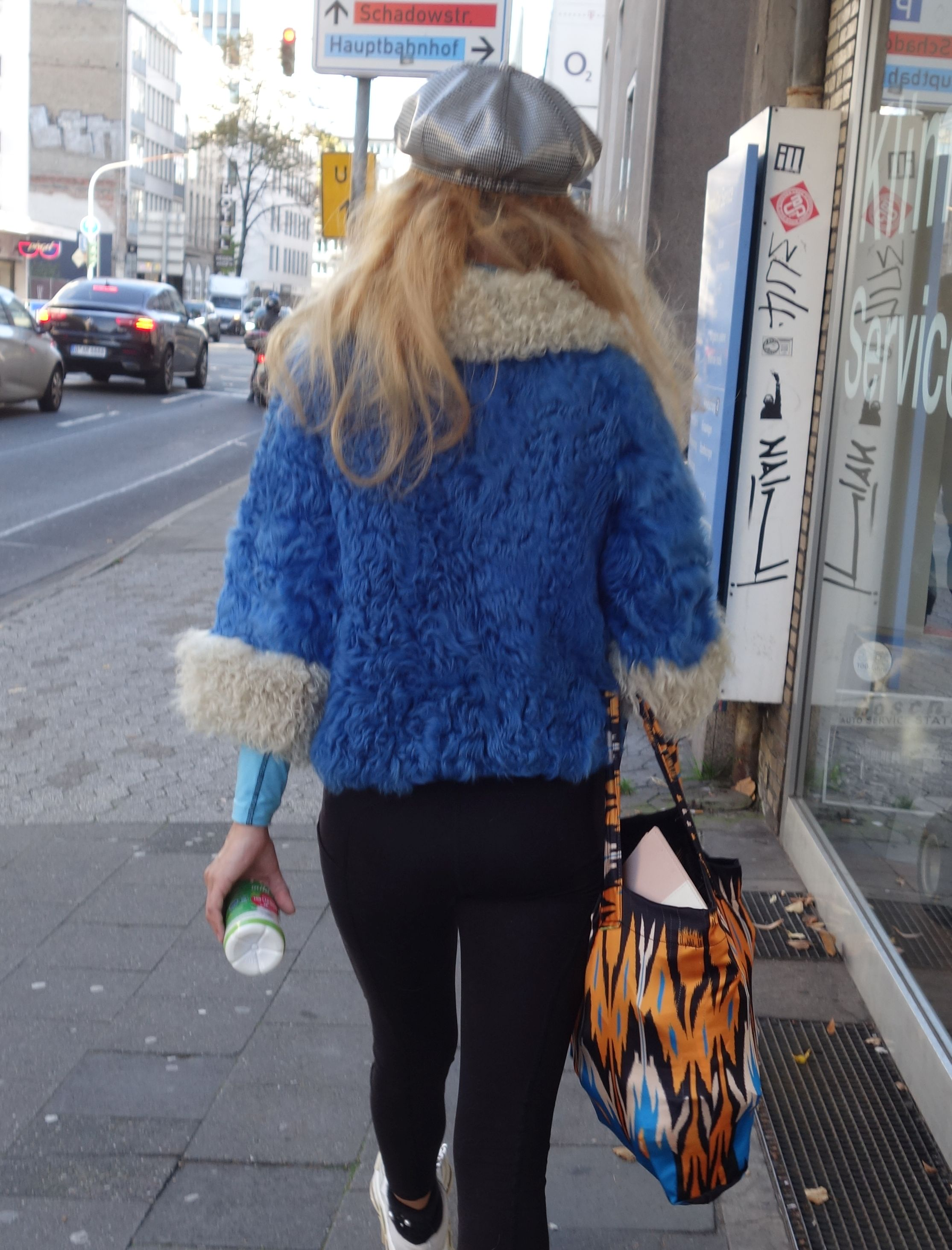
Kurzämeliges Jäckchen, Chekiang- mit Kalgan-Lamm (2022)
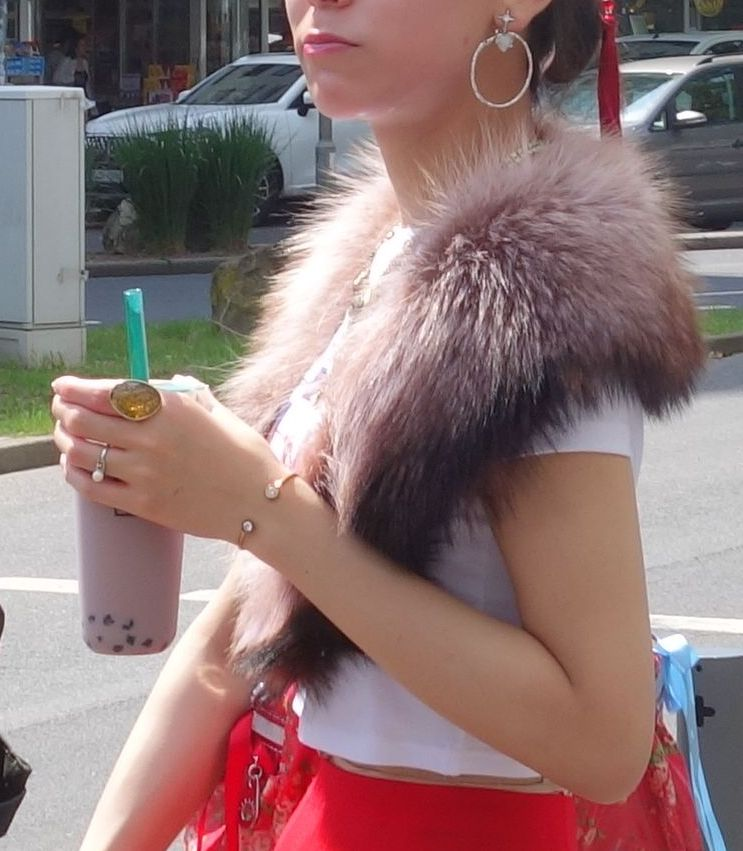
Waschbärkragen (2024)

## Arbeitstechniken
Im Jahr 2008 wurden in einer Fachveröffentlichung einige für Sommerpelze besonders geeignete Arbeitstechniken aufgeführt, teils neu entwickelt und neu benannt. Auf Interseiten der Züchtergemeinschaften Kopenhagen Fur und Sagafur wurden die Techniken genauer beschrieben.
- Luftgalonieren
- Crossing „macht es möglich, dass der Pelz leicht mit anderen Materialien kombiniert werden kann“
- Fabric, „Pelzstücke oder -fäden werden in verschiedene Materialien hinein verwoben“
- Jigsaw, „Pelzstücke werden auf ein Spektrum von Materialien in Form eines Puzzles appliziert“
- Windows/Net, „sowohl die Fenster (Windows) als auch die Netz-Technik (Net) werden mit Hilfe einer Schablone durchgeführt“
- Avant Garde „macht es möglich, schöne Pelzsschnitte mit leichteren Materialien zu kombinieren“
- Leaf, „eine feminine Technik, die die Schönheit der Natur imitiert und für Einfachheit und Leichtigkeit sorgt“
- Furry Lace, „das Nerzfell wird geschnitten und dann auf das Material zwischen den Spitzenstücken genäht“
- Feathers, „bei Kombination mit leichteren Materialien wie z. B. Seidenorganza oder Seiden-Duchesse wird die Leichtigkeit verstärkt“
- Street, „je nach Form, Farbe und Material mit dem der Pelz kombiniert wird, können die unterschiedlichsten Effekte erzielt werden“.[21][22]

## Kritik
Pelze stehen insgesamt in der Kritik der Tierschutz- und Tierrechtsbewegung.